# Paris-Nice 2024
Le Paris-Nice 2024 est la 82e édition de cette course cycliste sur route masculine. La compétition a lieu du 3 mars au 10 mars 2024 en France entre Les Mureaux et Nice. La course fait partie de l'UCI World Tour 2024, le calendrier le plus important du cyclisme sur route.
Matteo Jorgenson (Visma-Lease a Bike) remporte le classement général et le classement du meilleur jeune. Il devance le champion de Belgique Remco Evenepoel (Soudal-Quick Step), qui s'adjuge la dernière étape, le classement par points et le classement de la montagne, et Brandon McNulty (UAE Emirates), leader au départ de la dernière étape. Gagnante du contre-la-montre par équipes, la formation UAE Emirates repart également avec le classement par équipes.

## Présentation

### Parcours
La 1re étape parcourant les Yvelines présente un profil vallonné avec, entre autres, deux montées de la côte d'Herbeville comprenant un secteur à 14 % et un dernier passage à une douzaine de kilomètres de l'arrivée aux Mureaux. De Thoiry à Montargis dans le Loiret, la 2e étape sans grand relief devrait convenir aux sprinteurs. La 3e étape est disputée sous la forme d'un contre-la-montre par équipe autour d'Auxerre avec les temps pris sur le premier coureur de l'équipe à franchir la ligne d’arrivée. Sept côtes ou cols sont au programme de la 4e étape au départ de Chalon-sur-Saône. Le col du Fût d'Avernas (col de 1re catégorie) est franchi à 22 km de l'arrivée située au sommet du Mont Brouilly dans le Beaujolais (3 km d'ascension avec une pente moyenne de 7,7 % dont un passage à 14 %). 
Au départ de la commune ardéchoise de Saint-Sauveur-de-Montagut, la 5e étape rejoint Sisteron au bout d'un tracé accidenté mais sans grandes difficultés. La 6e étape présente un profil un peu plus montagneux avec un premier passage sur la ligne d'arrivée à La Colle-sur-Loup suivi par l'ascension de la côte de La Colle-sur-Loup puis celle de Tourrettes-sur-Loup et un retour à La Colle-sur-Loup (l'étape avait dû être annulée en 2023 pour des raisons de sécurité : vents violents et chutes d'arbre). Depuis Nice, la 7e étape est l'étape reine de l'édition 2024 de la course au soleil. Elle franchit le col Saint-Martin (col de 1re catégorie) à une cinquantaine de kilomètres de l'arrivée et se termine par une trentaine de kilomètres en montée dont les 7,3 derniers avec une déclivité moyenne de 7,2 % mènent à la station de sports d'hiver d'Auron (col de 1re catégorie). Les deux derniers cols sont cependant supprimés pour des raisons de sécurité, l'étape se termine finalement par la montée vers la Madone d'Utelle. Partant et arrivant à Nice, la 8e étape, avec une distance plus courte (109,2 km), grimpe cinq cols dont le dernier, le col des Quatre Chemins (col de 1re catégorie), avec un passage à 16 %, se situe à 9 km de la ligne d'arrivée finale.

### Équipes
22 équipes sont au départ de la course, avec les 18 UCI WorldTeams et 4 UCI ProTeams :
| WorldTeams (18)- Alpecin-Deceuninck - Arkéa-B&B Hotels - Astana Qazaqstan Team - Bahrain Victorious - Bora-Hansgrohe - Cofidis - Decathlon-AG2R La Mondiale - EF Education-EasyPost - Groupama-FDJ - Ineos Grenadiers - Intermarché-Wanty - Lidl-Trek - Movistar Team - Soudal Quick-Step - Team dsm-firmenich PostNL - Team Jayco AlUla - Team Visma \| Lease a Bike - UAE Team Emirates ProTeams (4)- Israel-Premier Tech - Lotto Dstny - TotalEnergies - Tudor Pro Cycling Team |
| |

### Favoris et principaux participants
Les deux principaux favoris à la victoire finale sont le Slovène Primož Roglič (Bora-Hansgrohe), déjà vainqueur en 2022, dont Paris-Nice est la première course de la saison et le champion de Belgique Remco Evenepoel (Soudal Quick-Step), récent vainqueur du Tour de l'Algarve mais participant pour la première fois à la course au soleil et, plus généralement, à une course à étapes en France comme professionnel.
Parmi les autres favoris et candidats au top 10, on peut citer le Portugais João Almeida (UAE Emirates), son équipier néo-zélandais Finn Fisher-Black, le Danois Mattias Skjelmose (Lidl Trek), le Russe Aleksandr Vlasov (Bora-Hansgrohe), le Français David Gaudu (Groupama FDJ), deuxième de l'édition précédente, l'Américain Matteo Jorgenson (Visma Lease a Bike), l'Espagnol Carlos Rodríguez (Ineos Grenadiers), l'Australien Luke Plapp (Jayco AlUla) et le Belge Ilan Van Wilder, seconde chance de l'équipe Soudal Quick-Step.

### Primes
La course attribue les prix suivants. Tous les montants sont exprimés en euros (€).
| Position                     | Position                   | 1er   | 2e    | 3e    | 4e    | 5e    | 6e    | 7e    | 8e    | 9e    | 10e-20e | Total   | Total   |
| Classement général           | Classement général         | 16000 | 8000  | 4000  | 2000  | 1600  | 1200  | 1200  | 800   | 800   | 400     | 40 000  | 40 000  |
| Par étape                    | Par étape                  | 4000  | 2000  | 1000  | 500   | 400   | 300   | 300   | 200   | 200   | 100     | 10 000  | 10 000  |
| Classement par points        | Sprints intermédiaires (7) | 100   | 75    | 25    |       |       |       |       |       |       |         | 1400    | 5600    |
| Classement par points        | Classement final           | 2000  | 1000  | 800   | 400   |       |       |       |       |       |         | 4200    | 5600    |
| Classement de la montagne    | Cols et côtes (30)         | 100   | 75    | 25    |       |       |       |       |       |       |         | 6000    | 10 200  |
| Classement de la montagne    | Classement final           | 2000  | 1000  | 800   | 400   |       |       |       |       |       |         | 4200    | 10 200  |
| Classement du meilleur jeune | Etapes                     | 150   |       |       |       |       |       |       |       |       |         | 1050    | 1850    |
| Classement du meilleur jeune | Classement final           | 800   |       |       |       |       |       |       |       |       |         | 800     | 1850    |
| Classement par équipes       | Etapes                     | 300   |       |       |       |       |       |       |       |       |         | 2400    | 3600    |
| Classement par équipes       | Classement final           | 1200  |       |       |       |       |       |       |       |       |         | 1200    | 3600    |
| Prix de la combativité (7)   | Prix de la combativité (7) | 300   |       |       |       |       |       |       |       |       |         | 2100    | 2100    |
| Total                        | Total                      | Total | Total | Total | Total | Total | Total | Total | Total | Total | Total   | 143 350 | 143 350 |

## Étapes
| Étape     | Date    | Villes étapes                           | type                         | Distance (km) | Dénivelé (m) | Vainqueur d'étape | Leader du classement général |
| --------- | ------- | --------------------------------------- | ---------------------------- | ------------- | ------------ | ----------------- | ---------------------------- |
| 1re étape | 3 mars  | Les Mureaux – Les Mureaux               | étape vallonnée              | 157,7         | 1 671 m      | Olav Kooij        | Olav Kooij                   |
| 2e étape  | 4 mars  | Thoiry – Montargis                      | étape de plaine              | 177,6         | 1 070 m      | Arvid de Kleijn   | Laurence Pithie              |
| 3e étape  | 5 mars  | Auxerre – Auxerre                       | contre-la-montre par équipes | 26,9          | 412 m        | UAE Team Emirates | Brandon McNulty              |
| 4e étape  | 6 mars  | Chalon-sur-Saône – mont Brouilly        | étape de montagne            | 183           | 3 341 m      | Santiago Buitrago | Luke Plapp                   |
| 5e étape  | 7 mars  | Saint-Sauveur-de-Montagut – Sisteron    | étape de moyenne montagne    | 193,5         | 2 274 m      | Olav Kooij        | Luke Plapp                   |
| 6e étape  | 8 mars  | Sisteron – La Colle-sur-Loup            | étape de moyenne montagne    | 198,2         | 2 866 m      | Mattias Skjelmose | Brandon McNulty              |
| 7e étape  | 9 mars  | Nice – sanctuaire de la Madone d'Utelle | étape de montagne            | 104           | 2 342 m      | Aleksandr Vlasov  | Brandon McNulty              |
| 8e étape  | 10 mars | Nice – Nice                             | étape de moyenne montagne    | 109,3         | 2 296 m      | Remco Evenepoel   | Matteo Jorgenson             |

## Déroulement de la course

### 1reétape
Pour débuter l'épreuve, les coureurs parcourent deux boucles autour des Mureaux, pour un total de 157,7 km de course à travers les Yvelines. La première boucle comprend deux côtes de 3e catégorie : la côte de Bazemont (1,7 km à 6,6 %), dont le sommet est au km 10.6, et la côte d'Herbeville (2,6 km à 5,2 %), dont le sommet est situé au km 90,8. Après un premier passage sur la ligne d'arrivée, au km 103.2, les participants entament le second circuit, plus court, mais qui comprend trois principales ascensions de la première boucle. Ils retrouvent la côte de Bazemont, dont le sommet est placé au km 119.9, disputent le sprint intermédiaire (km 140) au sommet de la côte de Montainville et ses passages à 10 %, avant d'enchaîner avec la côte d'Herbeville, dont le sommet est franchi au km 145,3.
Stefan Bissegger, Jonas Rutsch (EF Education-Easypost) et Mathieu Burgaudeau (TotalEnergies) s'échappent dès le premier kilomètre de course. Burgaudeau passe en tête au sommet de la côte de Bazemont, devant Rutsch et Bissegger, tandis que le peloton passe avec 2 minutes 35 de retard. Le trio obtient 3 minutes d'avance au km 30, puis les formations Lidl-Trek et Visma-Lease a Bike vont contrôler l'écart autour de cette marque.
Les deux équipes vont enclencher la poursuite une trentaine de kilomètres plus loin. L'avance des hommes de tête chute rapidement, ils abordent la côte d'Herbeville avec 1 minute 45 d'avance. Rutsch devance au sommet Burgaudeau et Bissegger. Le retard du peloton passe sous la minute à 57 km de l'arrivée. Le trio de tête passe sur la ligne d'arrivée 48 secondes avant le peloton. Alors que l'échappée n'a plus que 31 secondes d'avance, Bissegger accélère à 44,1 km de l'arrivée, sans piéger Burgaudeau. Bissegger attaque à nouveau quelques hectomètres plus loin, obligeant le français à un nouveau gros effort. Le suisse place un autre démarrage à 41 km du but, Burgaudeau reste vigilant. Bissegger se relève à 1,3 km du sommet de la côte de Bazemont, alors que le peloton n'est pointé qu'à 19 secondes. Ses deux compagnons de fugue sont repris à 800 m du sommet, mais parviennent quand même à se disputer les points du classement de la montagne. Jonas Rutsch passe en tête juste devant Mathieu Burgaudeau, s'emparant ainsi du maillot à pois, tandis que Nils Politt (UAE Emirates) prend la 3e place.
Le rythme va alors ralentir, avant de s'accélérer à l'approche de la côte de Montainville. Les Soudal-Quick Step prennent les commandes du peloton, mais c'est Matteo Jorgenson (Visma-Lease a Bike) qui démarre et remporte le sprint intermédiaire, devant le champion de Belgique Remco Evenepoel (Soudal-Quick Step) et Egan Bernal (Ineos Grenadiers), tandis que Fabio Jakobsen (DSM-Firmenich) fait partie des coureurs lâchés. Evenepoel poursuit son effort après le sommet, avec Jorgenson, Bernal et Cédric Beullens (Lotto-Dstny) dans la roue, bientôt rejoints par Victor Campenaerts (Lotto-Dstny). Derrière, on manque d'organisation et c'est Mads Pedersen (Lidl-Trek) qui fait le jump tout seul, mais personne ne voulant relayer le champion de Belgique, ce petit groupe est repris par le peloton. Les Soudal-Quick Step vont alors reprendre les commandes du peloton. Dans la côte d'Herbeville, des sprinteurs comme Dylan Groenewegen (Jayco-AlUla), Arnaud De Lie (Lotto-Dstny) et Arnaud Démare (Arkéa-B&B Hotels) sont distancés. Bernal attaque dans l'ascension, contré à 500 m du sommet par Evenepoel. Primož Roglič (Bora-Hansgrohe) fait l'effort pour boucher le trou, le champion de Belgique franchit en tête le sommet, devant le slovène et Finn Fisher-Black (UAE Emirates). Une poignée de coureurs, dont Bernal, revient rapidement, puis la formation Barhain-Victorious ramène la première partie du peloton sur le groupe de tête.
Anthony Turgis (TotalEnergies) attaque à 10,1 km de l'arrivée et creuse rapidement un trou sur le peloton. Alors que l'écart est d'une dizaine de secondes, les Cofidis enclenchent la poursuite, accompagnés ensuite par les Decathlon-AG2R La Mondiale. Turgis parvient à augmenter son avance à 19 secondes, mais il est repris par les équipes de sprinteurs à 1,9 km de la ligne. Les Visma-Lease a Bike puis les Lidl-Trek mènent le peloton dans le dernier kilomètre. Mads Pedersen lance le sprint à 200 m de l'arrivée, mais c'est Olav Kooij (Visma-Lease a Bike) qui s'impose, en devançant d'une demi-roue Pedersen, tandis que Laurence Pithie (Groupama-FDJ) complète le podium. Le vainqueur du jour s'empare ainsi des maillots jaune, vert et blanc, avec 4 secondes d'avance sur Pedersen et Jorgenson.
| \| Classement de l'étape \| Classement de l'étape \| Classement de l'étape \| Classement de l'étape \| Classement de l'étape \| \| Coureur \| Coureur \| Pays \| Équipe \| Temps \| \| --------------------- \| --------------------- \| --------------------- \| -------------------------- \| --------------------- \| \| 1er \| Olav Kooij \| Pays-Bas \| Team Visma \\| Lease a Bike \| 3 h 36 min 28 s \| \| 2e \| Mads Pedersen \| Danemark \| Lidl-Trek \| + 0 s \| \| 3e \| Laurence Pithie \| Nouvelle-Zélande \| Groupama-FDJ \| + 0 s \| \| 4e \| Nils Eekhoff \| Pays-Bas \| Team dsm-firmenich PostNL \| + 0 s \| \| 5e \| Madis Mihkels \| Estonie \| Intermarché-Wanty \| + 0 s \| \| 6e \| Michael Matthews \| Australie \| Team Jayco AlUla \| + 0 s \| \| 7e \| Matteo Trentin \| Italie \| Tudor Pro Cycling Team \| + 0 s \| \| 8e \| Mattias Skjelmose \| Danemark \| Lidl-Trek \| + 0 s \| \| 9e \| Sandy Dujardin \| France \| TotalEnergies \| + 0 s \| \| 10e \| Kaden Groves \| Australie \| Alpecin-Deceuninck \| + 0 s \| |                   |                  |                            |                 |
| |                   |                  |                            |                 |
| Source : ProCyclingStats |                   |                  |                            |                 |
| Classement de l'étape |                   |                  |                            |                 |
| Coureur | Coureur           | Pays             | Équipe                     | Temps           |
| 1er | Olav Kooij        | Pays-Bas         | Team Visma \| Lease a Bike | 3 h 36 min 28 s |
| 2e | Mads Pedersen     | Danemark         | Lidl-Trek                  | + 0 s           |
| 3e | Laurence Pithie   | Nouvelle-Zélande | Groupama-FDJ               | + 0 s           |
| 4e | Nils Eekhoff      | Pays-Bas         | Team dsm-firmenich PostNL  | + 0 s           |
| 5e | Madis Mihkels     | Estonie          | Intermarché-Wanty          | + 0 s           |
| 6e | Michael Matthews  | Australie        | Team Jayco AlUla           | + 0 s           |
| 7e | Matteo Trentin    | Italie           | Tudor Pro Cycling Team     | + 0 s           |
| 8e | Mattias Skjelmose | Danemark         | Lidl-Trek                  | + 0 s           |
| 9e | Sandy Dujardin    | France           | TotalEnergies              | + 0 s           |
| 10e | Kaden Groves      | Australie        | Alpecin-Deceuninck         | + 0 s           |

| \| Classement général \| Classement général \| Classement général \| Classement général \| Classement général \| \| Coureur \| Coureur \| Pays \| Équipe \| Temps \| \| ------------------ \| ------------------ \| ------------------ \| -------------------------- \| ------------------ \| \| 1er \| Olav Kooij \| Pays-Bas \| Team Visma \\| Lease a Bike \| 3 h 36 min 18 s \| \| 2e \| Mads Pedersen \| Danemark \| Lidl-Trek \| + 4 s \| \| 3e \| Matteo Jorgenson \| États-Unis \| Team Visma \\| Lease a Bike \| + 4 s \| \| 4e \| Laurence Pithie \| Nouvelle-Zélande \| Groupama-FDJ \| + 6 s \| \| 5e \| Remco Evenepoel \| Belgique \| Soudal Quick-Step \| + 6 s \| \| 6e \| Egan Bernal \| Colombie \| Ineos Grenadiers \| + 8 s \| \| 7e \| Nils Eekhoff \| Pays-Bas \| Team dsm-firmenich PostNL \| + 10 s \| \| 8e \| Madis Mihkels \| Estonie \| Intermarché-Wanty \| + 10 s \| \| 9e \| Michael Matthews \| Australie \| Team Jayco AlUla \| + 10 s \| \| 10e \| Matteo Trentin \| Italie \| Tudor Pro Cycling Team \| + 10 s \| |                  |                  |                            |                 |
| |                  |                  |                            |                 |
| Source : ProCyclingStats |                  |                  |                            |                 |
| Classement général |                  |                  |                            |                 |
| Coureur | Coureur          | Pays             | Équipe                     | Temps           |
| 1er | Olav Kooij       | Pays-Bas         | Team Visma \| Lease a Bike | 3 h 36 min 18 s |
| 2e | Mads Pedersen    | Danemark         | Lidl-Trek                  | + 4 s           |
| 3e | Matteo Jorgenson | États-Unis       | Team Visma \| Lease a Bike | + 4 s           |
| 4e | Laurence Pithie  | Nouvelle-Zélande | Groupama-FDJ               | + 6 s           |
| 5e | Remco Evenepoel  | Belgique         | Soudal Quick-Step          | + 6 s           |
| 6e | Egan Bernal      | Colombie         | Ineos Grenadiers           | + 8 s           |
| 7e | Nils Eekhoff     | Pays-Bas         | Team dsm-firmenich PostNL  | + 10 s          |
| 8e | Madis Mihkels    | Estonie          | Intermarché-Wanty          | + 10 s          |
| 9e | Michael Matthews | Australie        | Team Jayco AlUla           | + 10 s          |
| 10e | Matteo Trentin   | Italie           | Tudor Pro Cycling Team     | + 10 s          |

### 2eétape
Le début d'étape est légèrement vallonné, avec notamment la côte des Mesnuls (1,2 km à 5,7 %), classée en 3e catégorie et dont le sommet est au km 12.6, et la côte de Villeconin (0,7 km à 6,3 %), classée en 3e catégorie et dont le sommet est situé au km 66,5. La suite du parcours traverse les plaines de la Beauce. Le sprint intermédiaire est placé au km 131,9. L'arrivée est jugée à Montargis, après 179 km de course depuis Thoiry, à travers les Yvelines, l'Essonne, la Seine-et-Marne et le Loiret.
Le maillot à pois Jonas Rutsch (EF Education-EasyPost) s'échappe dès le premier kilomètre de course, suivi par Mathieu Burgaudeau (TotalEnergies). Le duo parvient rapidement à prendre le large et aborde la côte des Mesnuls avec 3 minutes 15 d'avance sur le peloton. Le maillot à pois passe en tête au sommet, Lilian Calmejane (Intermarché-Wanty) prend la 3e place, 1 minute 45 plus tard. Les deux hommes se relèvent après l'ascension et sont repris au km 15. Pascal Eenkhoorn (Lotto-Dstny) attaque au km 25 et possède 2 minute 15 d'avance 5 km plus loin. Cependant, il n'insiste pas et se laisse reprendre par le peloton, au km 40,5. Bien lancé par son équipe, Burgaudeau passe en tête au sommet de la côte de Villeconin, devant son coéquipier Pierre Latour et Rutsch, s'emparant du même coup du maillot à pois.
Aucune échappée ne se forme durant le reste de l'étape. Danny van Poppel (Bora-Hansgrohe) remporte le sprint intermédiaire, en devançant le duo de Lidl-Trek, composé du porteur du maillot vert Mads Pedersen et du champion du Danemark Mattias Skjelmose. Pedersen revient alors à hauteur du maillot jaune Olav Kooij (Visma-Lease a Bike) au classement général et le dépasse en tête du classement par points. Les derniers kilomètres sont décousus, aucun train de sprinteur ne parvient à s'imposer. Bien lancé malgré tout par Matteo Trentin, Arvid de Kleijn (Tudor Pro Cycling) remporte l'étape, devant Laurence Pithie (Groupama-FDJ) et Dylan Groenewegen (Jayco-AlUla). Pithie s'empare ainsi des maillots jaune, vert et blanc, juste devant Pedersen et Kooij.
| \| Classement de l'étape \| Classement de l'étape \| Classement de l'étape \| Classement de l'étape \| Classement de l'étape \| \| Coureur \| Coureur \| Pays \| Équipe \| Temps \| \| --------------------- \| --------------------- \| --------------------- \| -------------------------- \| --------------------- \| \| 1er \| Arvid de Kleijn \| Pays-Bas \| Tudor Pro Cycling Team \| 4 h 41 min 14 s \| \| 2e \| Laurence Pithie \| Nouvelle-Zélande \| Groupama-FDJ \| + 0 s \| \| 3e \| Dylan Groenewegen \| Pays-Bas \| Team Jayco AlUla \| + 0 s \| \| 4e \| Danny van Poppel \| Pays-Bas \| Bora-Hansgrohe \| + 0 s \| \| 5e \| Gerben Thijssen \| Belgique \| Intermarché-Wanty \| + 0 s \| \| 6e \| Sam Bennett \| Irlande \| Decathlon-AG2R La Mondiale \| + 0 s \| \| 7e \| Dries Van Gestel \| Belgique \| TotalEnergies \| + 0 s \| \| 8e \| Mads Pedersen \| Danemark \| Lidl-Trek \| + 0 s \| \| 9e \| Pascal Ackermann \| Allemagne \| Israel-Premier Tech \| + 0 s \| \| 10e \| Matteo Sobrero \| Italie \| Bora-Hansgrohe \| + 0 s \| |                   |                  |                            |                 |
| |                   |                  |                            |                 |
| Source : ProCyclingStats |                   |                  |                            |                 |
| Classement de l'étape |                   |                  |                            |                 |
| Coureur | Coureur           | Pays             | Équipe                     | Temps           |
| 1er | Arvid de Kleijn   | Pays-Bas         | Tudor Pro Cycling Team     | 4 h 41 min 14 s |
| 2e | Laurence Pithie   | Nouvelle-Zélande | Groupama-FDJ               | + 0 s           |
| 3e | Dylan Groenewegen | Pays-Bas         | Team Jayco AlUla           | + 0 s           |
| 4e | Danny van Poppel  | Pays-Bas         | Bora-Hansgrohe             | + 0 s           |
| 5e | Gerben Thijssen   | Belgique         | Intermarché-Wanty          | + 0 s           |
| 6e | Sam Bennett       | Irlande          | Decathlon-AG2R La Mondiale | + 0 s           |
| 7e | Dries Van Gestel  | Belgique         | TotalEnergies              | + 0 s           |
| 8e | Mads Pedersen     | Danemark         | Lidl-Trek                  | + 0 s           |
| 9e | Pascal Ackermann  | Allemagne        | Israel-Premier Tech        | + 0 s           |
| 10e | Matteo Sobrero    | Italie           | Bora-Hansgrohe             | + 0 s           |

| \| Classement général \| Classement général \| Classement général \| Classement général \| Classement général \| \| Coureur \| Coureur \| Pays \| Équipe \| Temps \| \| ------------------ \| ------------------ \| ------------------ \| -------------------------- \| ------------------ \| \| 1er \| Laurence Pithie \| Nouvelle-Zélande \| Groupama-FDJ \| 8 h 17 min 20 s \| \| 2e \| Mads Pedersen \| Danemark \| Lidl-Trek \| + 0 s \| \| 3e \| Olav Kooij \| Pays-Bas \| Team Visma \\| Lease a Bike \| + 0 s \| \| 4e \| Matteo Jorgenson \| États-Unis \| Team Visma \\| Lease a Bike \| + 4 s \| \| 5e \| Remco Evenepoel \| Belgique \| Soudal Quick-Step \| + 6 s \| \| 6e \| Egan Bernal \| Colombie \| Ineos Grenadiers \| + 8 s \| \| 7e \| Mattias Skjelmose \| Danemark \| Lidl-Trek \| + 8 s \| \| 8e \| Kaden Groves \| Australie \| Alpecin-Deceuninck \| + 10 s \| \| 9e \| Sam Bennett \| Irlande \| Decathlon-AG2R La Mondiale \| + 10 s \| \| 10e \| Jon Barrenetxea \| Espagne \| Movistar Team \| + 10 s \| |                   |                  |                            |                 |
| |                   |                  |                            |                 |
| Source : ProCyclingStats |                   |                  |                            |                 |
| Classement général |                   |                  |                            |                 |
| Coureur | Coureur           | Pays             | Équipe                     | Temps           |
| 1er | Laurence Pithie   | Nouvelle-Zélande | Groupama-FDJ               | 8 h 17 min 20 s |
| 2e | Mads Pedersen     | Danemark         | Lidl-Trek                  | + 0 s           |
| 3e | Olav Kooij        | Pays-Bas         | Team Visma \| Lease a Bike | + 0 s           |
| 4e | Matteo Jorgenson  | États-Unis       | Team Visma \| Lease a Bike | + 4 s           |
| 5e | Remco Evenepoel   | Belgique         | Soudal Quick-Step          | + 6 s           |
| 6e | Egan Bernal       | Colombie         | Ineos Grenadiers           | + 8 s           |
| 7e | Mattias Skjelmose | Danemark         | Lidl-Trek                  | + 8 s           |
| 8e | Kaden Groves      | Australie        | Alpecin-Deceuninck         | + 10 s          |
| 9e | Sam Bennett       | Irlande          | Decathlon-AG2R La Mondiale | + 10 s          |
| 10e | Jon Barrenetxea   | Espagne          | Movistar Team              | + 10 s          |

### 3eétape
L'étape est un contre-la-montre par équipes, long de 26,9 km autour de Auxerre, à travers l'Yonne. Deux bosses sont placées sur la première moitié du parcours, la seconde est descendante.
Les conditions atmosphériques jouent un rôle important sur les résultats de ce contre-la-montre par équipes. Les six dernières équipes à prendre le départ terminant le parcours sous la pluie ou sur une chaussée rendue humide, ralentissant les coureurs. L'équipe Soudal Quick-Step de Remco Evenepoel, qui était en tête au point intermédiaire et comptait encore six coureurs, perd son avance dans les trois derniers kilomètres parcourus sous une averse et termine à la quatrième place à 22 secondes des vainqueurs du jour, l'équipe UAE Emirates qui a pu réaliser tout son parcours sur une route sèche. L'équipe Bora-Hansgrohe de Primož Roglič, partie elle aussi en fin d'épreuve, perd 54 secondes sur l'équipe victorieuse.
| \| Classement de l'étape \| Classement de l'étape \| Classement de l'étape \| Classement de l'étape \| Classement de l'étape \| Classement de l'étape \| \| Équipe \| Équipe \| Pays \| Temps \| Écart de temps \| Vitesse moy. \| \| --------------------- \| -------------------------- \| --------------------- \| --------------------- \| --------------------- \| --------------------- \| \| 1re \| UAE Team Emirates \| Émirats arabes unis \| 31 min 23 s \| \| 51.429 km/h \| \| 2e \| Team Jayco AlUla \| Australie \| 31 min 38 s \| + 15 s \| 51.022 km/h \| \| 3e \| EF Education-EasyPost \| États-Unis \| 31 min 43 s \| + 20 s \| 50.888 km/h \| \| 4e \| Soudal Quick-Step \| Belgique \| 31 min 45 s \| + 22 s \| 50.835 km/h \| \| 5e \| Ineos Grenadiers \| Royaume-Uni \| 31 min 45 s \| + 22 s \| 50.835 km/h \| \| 6e \| Team Visma \\| Lease a Bike \| Pays-Bas \| 32 min 01 s \| + 38 s \| 50.411 km/h \| \| 7e \| Astana Qazaqstan Team \| Kazakhstan \| 32 min 02 s \| + 39 s \| 50.385 km/h \| \| 8e \| Decathlon-AG2R La Mondiale \| France \| 32 min 02 s \| + 39 s \| 50.385 km/h \| \| 9e \| Cofidis \| France \| 32 min 02 s \| + 39 s \| 50.385 km/h \| \| 10e \| Bahrain Victorious \| Bahreïn \| 32 min 05 s \| + 42 s \| 50.306 km/h \| |                            |                     |             |                |              |
| |                            |                     |             |                |              |
| Source : ProCyclingStats |                            |                     |             |                |              |
| Classement de l'étape |                            |                     |             |                |              |
| Équipe | Équipe                     | Pays                | Temps       | Écart de temps | Vitesse moy. |
| 1re | UAE Team Emirates          | Émirats arabes unis | 31 min 23 s |                | 51.429 km/h  |
| 2e | Team Jayco AlUla           | Australie           | 31 min 38 s | + 15 s         | 51.022 km/h  |
| 3e | EF Education-EasyPost      | États-Unis          | 31 min 43 s | + 20 s         | 50.888 km/h  |
| 4e | Soudal Quick-Step          | Belgique            | 31 min 45 s | + 22 s         | 50.835 km/h  |
| 5e | Ineos Grenadiers           | Royaume-Uni         | 31 min 45 s | + 22 s         | 50.835 km/h  |
| 6e | Team Visma \| Lease a Bike | Pays-Bas            | 32 min 01 s | + 38 s         | 50.411 km/h  |
| 7e | Astana Qazaqstan Team      | Kazakhstan          | 32 min 02 s | + 39 s         | 50.385 km/h  |
| 8e | Decathlon-AG2R La Mondiale | France              | 32 min 02 s | + 39 s         | 50.385 km/h  |
| 9e | Cofidis                    | France              | 32 min 02 s | + 39 s         | 50.385 km/h  |
| 10e | Bahrain Victorious         | Bahreïn             | 32 min 05 s | + 42 s         | 50.306 km/h  |

| \| Classement général \| Classement général \| Classement général \| Classement général \| Classement général \| \| Coureur \| Coureur \| Pays \| Équipe \| Temps \| \| ------------------ \| ------------------ \| ------------------ \| --------------------- \| ------------------ \| \| 1er \| Brandon McNulty \| États-Unis \| UAE Team Emirates \| 8 h 48 min 53 s \| \| 2e \| Finn Fisher-Black \| Nouvelle-Zélande \| UAE Team Emirates \| + 0 s \| \| 3e \| João Almeida \| Portugal \| UAE Team Emirates \| + 0 s \| \| 4e \| Jay Vine \| Australie \| UAE Team Emirates \| + 0 s \| \| 5e \| Michael Matthews \| Australie \| Team Jayco AlUla \| + 15 s \| \| 6e \| Chris Harper \| Australie \| Team Jayco AlUla \| + 15 s \| \| 7e \| Luke Plapp \| Australie \| Team Jayco AlUla \| + 15 s \| \| 8e \| Remco Evenepoel \| Belgique \| Soudal Quick-Step \| + 18 s \| \| 9e \| Owain Doull \| Royaume-Uni \| EF Education-EasyPost \| + 20 s \| \| 10e \| Egan Bernal \| Colombie \| Ineos Grenadiers \| + 20 s \| |                   |                  |                       |                 |
| |                   |                  |                       |                 |
| Source : ProCyclingStats |                   |                  |                       |                 |
| Classement général |                   |                  |                       |                 |
| Coureur | Coureur           | Pays             | Équipe                | Temps           |
| 1er | Brandon McNulty   | États-Unis       | UAE Team Emirates     | 8 h 48 min 53 s |
| 2e | Finn Fisher-Black | Nouvelle-Zélande | UAE Team Emirates     | + 0 s           |
| 3e | João Almeida      | Portugal         | UAE Team Emirates     | + 0 s           |
| 4e | Jay Vine          | Australie        | UAE Team Emirates     | + 0 s           |
| 5e | Michael Matthews  | Australie        | Team Jayco AlUla      | + 15 s          |
| 6e | Chris Harper      | Australie        | Team Jayco AlUla      | + 15 s          |
| 7e | Luke Plapp        | Australie        | Team Jayco AlUla      | + 15 s          |
| 8e | Remco Evenepoel   | Belgique         | Soudal Quick-Step     | + 18 s          |
| 9e | Owain Doull       | Royaume-Uni      | EF Education-EasyPost | + 20 s          |
| 10e | Egan Bernal       | Colombie         | Ineos Grenadiers      | + 20 s          |

### 4eétape
Trois bosses sont au programme du premier tiers de l'étape, dont une seule répertoriée, en 2e catégorie : la côte du Mont-Saint-Vincent (2,9 km à 6,3 %), dont le sommet est placé au km 33,4. Une vingtaine de kilomètres plus loin, les coureurs enchaînent deux nouvelles ascensions de 2e catégorie, le col de Boubon (4,4 km à 6 %), dont le sommet est au km 88.8, et la côte de Vauxrenard (3,2 km à 6,7 %), dont le sommet est situé au km 104,1. Après une descente en deux parties et un peu de plat, la route passe par le col de Durbize (2,2 km à 9,4 %), classé en 2e catégorie et dont le sommet est au km 127.5, une longue descente, la première ascension du Mont Brouilly (3 km à 7,7 %), classée en 2e catégorie et dont le sommet est situé au km 144.2, une bosse vers le sprint intermédiaire (km 150,9) et le col du Fut d'Avenas (5,1 km à 7,3 %), classé en 1re catégorie. Une fois le sommet (km 161,1) franchit, le peloton plonge vers la seconde ascension du Mont Brouilly, en haut de laquelle sera jugée l'arrivée, après 183 km de course depuis Chalon-sur-Saône, à travers la Saône-et-Loire et le Rhône.
De nombreuses tentatives d'échappées se succèdent dans les premiers kilomètres de course, mais personne ne parvient à se détacher durablement avant la côte du Mont-Saint-Vincent. Christian Scaroni (Astana) attaque dans l'ascension et passe en tête avec 8 secondes d'avance sur Jordan Jegat (TotalEnergies), Owain Doull (EF Education-EasyPost) et Jon Barrenetxea (Movistar). Les trois contre-attaquants sont rapidement repris, et ce sont Jasper De Buyst (Lotto-Dstny), Stefan Bissegger (EF Education-EasyPost) et le maillot à pois Mathieu Burgaudeau (TotalEnergies) qui parviennent à rejoindre l'homme de tête dans la descente. Les échappés parviennent rapidement à prendre du champ, leur avance grimpe à 3 minutes 30 au km 69.
L’équipe Bora-Hansgrohe va alors enclencher la poursuite, accompagnée ensuite par la formation UAE Emirates. Le quatuor aborde avec moins de 3 minutes d'avance le col de Boubon, le maillot à pois devance au sommet Scaroni et De Buyst. Burgaudeau passe à nouveau en tête de la côte de Vauxrenard, devant Scaroni et Bissegger, tandis que le peloton passe avec 2 minutes 15 de retard. L'écart passe n'est plus que de 1 minute 55 à 65 km de l'arrivée. Alors que la poursuite a reçu le renfort de l'équipe Ineos Grenadiers, les hommes de tête n'ont plus que 55 secondes d'avance au pied du col de Durbize.
Scaroni et Burgaudeau distancent leurs compagnons à 1,4 km du sommet. Alors que De Buyst et Bissegger ont été repris, Scaroni attaque et passe en tête au sommet, avec 15 secondes d'avance sur le maillot à pois et 1 minute 20 sur Bob Jungels (Bora-Hansgrohe) et le reste du peloton. A 50 km de l'arrivée, l'homme de tête possède 20 secondes d'avance sur le français et 1 minute sur le peloton, mené par les Bora-Hansgrohe. Burgaudeau est repris à moins de 46 km de l'arrivée, le peloton est alors pointé à 32 secondes de Scaroni. L'écart est de 16 secondes au pied de la première ascension du Mont Brouilly. Au prix d'un gros effort, l'échappé maintient son avance dans la montée et passe en tête au sommet, avec 20 secondes d'avance sur Jungels, Matteo Sobrero (Bora-Hansgrohe) et le reste du peloton. La descente est menée tambour battant, Scaroni est repris et des cassures apparaissent dans le peloton, des coureurs comme Felix Gall (Decathlon-AG2R La Mondiale) et João Almeida (UAE Emirates), 3e du classement général, sont piégés. Le peloton se reforme à 32,5 km de l'arrivée. Le champion de Belgique Remco Evenepoel (Soudal-Quick Step) remporte le sprint intermédiaire, devant Primož Roglič (Bora-Hangrohe) et le maillot vert Laurence Pithie (Groupama-FDJ).
Les trois hommes, ainsi que Matteo Jorgenson (Visma-Lease a Bike), poursuivent leur effort, avec une poignée de secondes d'avance, mais les Ineos Grenadiers et les UAE Emirates ramènent le peloton à 30,9 km du but. Les Soudal-Quick Step vont alors prendre les commandes du peloton, puis c'est au tour des UAE Emirates au pied du col du Fut d'Avenas. Les Soudal-Quick Step durcissent de nouveau le rythme, Louis Vervaeke prend même quelques longueurs d'avance à 3,1 km du sommet, avec le champion d'Australie Lucas Plapp (Jayco-AlUla) dans sa roue. Vervaeke se relève quelques hectomètres plus loin. Avec 17 secondes d'avance sur le groupe maillot jaune à 2 km du sommet, Plapp est désormais leader virtuel du classement général. Le rythme imprimé par les Bora-Hansgrohe distance de nombreux coureurs, dont Jakob Fuglsang (Israel-Premier Tech) et le maillot blanc Finn Fisher-Black (UAE Emirates). En voulant retirer sa veste, David Gaudu (Groupama-FDJ) chute à 1 km du sommet. Attendu par son équipier Quentin Pacher, Gaudu ne parvient pas à recoller sur le groupe maillot jaune. Un peu plus loin, Santiago Buitrago (Barhain-Victorious) attaque et rejoint l'homme de tête à 500 m du sommet. Buitrago franchit en tête le sommet, Aleksandr Vlasov (Bora-Hansgrohe) prend la 3e place, 15 secondes plus tard.
Dans la descente, le duo de tête maintient une avance d'environ 20 secondes sur le groupe maillot jaune, mené par Jay Vine (UAE Emirates), et d'une minute sur le groupe Gaudu. Vine arrête la poursuite à un peu plus de 10 km de l'arrivée, c'est la formation Ineos Grenadiers qui va alors prendre les commandes du groupe maillot jaune. L'écart va monter à une trentaine de secondes. Le duo aborde la montée finale avec 40 secondes d'avance sur le groupe maillot jaune, duquel est distancé Vine. Alors que l'écart est toujours de 37 secondes, c'est Ilan Van Wilder (Soudal-Quick Step) qui prend en charge la poursuite. Buitrago décroche Plapp à 1,3 km de la ligne. Le champion de Belgique accélère à un peu plus de 500 m du sommet, sans succès. Santiago Buitrago s'impose avec 10 secondes d'avance sur Lucas Plapp. Derrière, Evenepoel lance le sprint à 200 m de l'arrivée, mais il est sauté sur la ligne par le champion du Danemark Mattias Skjelmose (Lidl-Trek), à 37 secondes du vainqueur. Le duo grignote deux secondes sur Egan Bernal (Ineos Grenadiers), Gall, Roglič et Jorgenson, 9 sur le maillot jaune Brandon McNulty (UAE Emirates) et 11 sur Almeida. David Gaudu, qui s'est relevé dans le final, termine à 6 minutes 06 du vainqueur. Le champion d'Australie s'empare ainsi du maillot jaune et du maillot blanc, avec 13 secondes d'avance sur Buitrago, une trentaine sur McNulty, Almeida et le champion de Belgique, 40 sur Bernal et 52 sur Jorgenson. Roglič est désormais 15e à 1 minute 10 du leader.
| \| Classement de l'étape \| Classement de l'étape \| Classement de l'étape \| Classement de l'étape \| Classement de l'étape \| \| Coureur \| Coureur \| Pays \| Équipe \| Temps \| \| --------------------- \| --------------------- \| --------------------- \| -------------------------- \| --------------------- \| \| 1er \| Santiago Buitrago \| Colombie \| Bahrain Victorious \| 4 h 25 min 52 s \| \| 2e \| Luke Plapp \| Australie \| Team Jayco AlUla \| + 10 s \| \| 3e \| Mattias Skjelmose \| Danemark \| Lidl-Trek \| + 37 s \| \| 4e \| Remco Evenepoel \| Belgique \| Soudal Quick-Step \| + 37 s \| \| 5e \| Egan Bernal \| Colombie \| Ineos Grenadiers \| + 39 s \| \| 6e \| Felix Gall \| Autriche \| Decathlon-AG2R La Mondiale \| + 39 s \| \| 7e \| Primož Roglič \| Slovénie \| Bora-Hansgrohe \| + 39 s \| \| 8e \| Matteo Jorgenson \| États-Unis \| Team Visma \\| Lease a Bike \| + 39 s \| \| 9e \| Harold Tejada \| Colombie \| Astana Qazaqstan Team \| + 43 s \| \| 10e \| Brandon McNulty \| États-Unis \| UAE Team Emirates \| + 46 s \| |                   |            |                            |                 |
| |                   |            |                            |                 |
| Source : ProCyclingStats |                   |            |                            |                 |
| Classement de l'étape |                   |            |                            |                 |
| Coureur | Coureur           | Pays       | Équipe                     | Temps           |
| 1er | Santiago Buitrago | Colombie   | Bahrain Victorious         | 4 h 25 min 52 s |
| 2e | Luke Plapp        | Australie  | Team Jayco AlUla           | + 10 s          |
| 3e | Mattias Skjelmose | Danemark   | Lidl-Trek                  | + 37 s          |
| 4e | Remco Evenepoel   | Belgique   | Soudal Quick-Step          | + 37 s          |
| 5e | Egan Bernal       | Colombie   | Ineos Grenadiers           | + 39 s          |
| 6e | Felix Gall        | Autriche   | Decathlon-AG2R La Mondiale | + 39 s          |
| 7e | Primož Roglič     | Slovénie   | Bora-Hansgrohe             | + 39 s          |
| 8e | Matteo Jorgenson  | États-Unis | Team Visma \| Lease a Bike | + 39 s          |
| 9e | Harold Tejada     | Colombie   | Astana Qazaqstan Team      | + 43 s          |
| 10e | Brandon McNulty   | États-Unis | UAE Team Emirates          | + 46 s          |

| \| Classement général \| Classement général \| Classement général \| Classement général \| Classement général \| \| Coureur \| Coureur \| Pays \| Équipe \| Temps \| \| ------------------ \| ------------------ \| ------------------ \| -------------------------- \| ------------------ \| \| 1er \| Luke Plapp \| Australie \| Team Jayco AlUla \| 13 h 15 min 04 s \| \| 2e \| Santiago Buitrago \| Colombie \| Bahrain Victorious \| + 13 s \| \| 3e \| Brandon McNulty \| États-Unis \| UAE Team Emirates \| + 27 s \| \| 4e \| João Almeida \| Portugal \| UAE Team Emirates \| + 29 s \| \| 5e \| Remco Evenepoel \| Belgique \| Soudal Quick-Step \| + 30 s \| \| 6e \| Egan Bernal \| Colombie \| Ineos Grenadiers \| + 40 s \| \| 7e \| Chris Harper \| Australie \| Team Jayco AlUla \| + 46 s \| \| 8e \| Matteo Jorgenson \| États-Unis \| Team Visma \\| Lease a Bike \| + 52 s \| \| 9e \| Rigoberto Urán \| Colombie \| EF Education-EasyPost \| + 54 s \| \| 10e \| Carlos Rodríguez \| Espagne \| Ineos Grenadiers \| + 1 min 02 s \| |                   |            |                            |                  |
| |                   |            |                            |                  |
| Source : ProCyclingStats |                   |            |                            |                  |
| Classement général |                   |            |                            |                  |
| Coureur | Coureur           | Pays       | Équipe                     | Temps            |
| 1er | Luke Plapp        | Australie  | Team Jayco AlUla           | 13 h 15 min 04 s |
| 2e | Santiago Buitrago | Colombie   | Bahrain Victorious         | + 13 s           |
| 3e | Brandon McNulty   | États-Unis | UAE Team Emirates          | + 27 s           |
| 4e | João Almeida      | Portugal   | UAE Team Emirates          | + 29 s           |
| 5e | Remco Evenepoel   | Belgique   | Soudal Quick-Step          | + 30 s           |
| 6e | Egan Bernal       | Colombie   | Ineos Grenadiers           | + 40 s           |
| 7e | Chris Harper      | Australie  | Team Jayco AlUla           | + 46 s           |
| 8e | Matteo Jorgenson  | États-Unis | Team Visma \| Lease a Bike | + 52 s           |
| 9e | Rigoberto Urán    | Colombie   | EF Education-EasyPost      | + 54 s           |
| 10e | Carlos Rodríguez  | Espagne    | Ineos Grenadiers           | + 1 min 02 s     |

### 5eétape

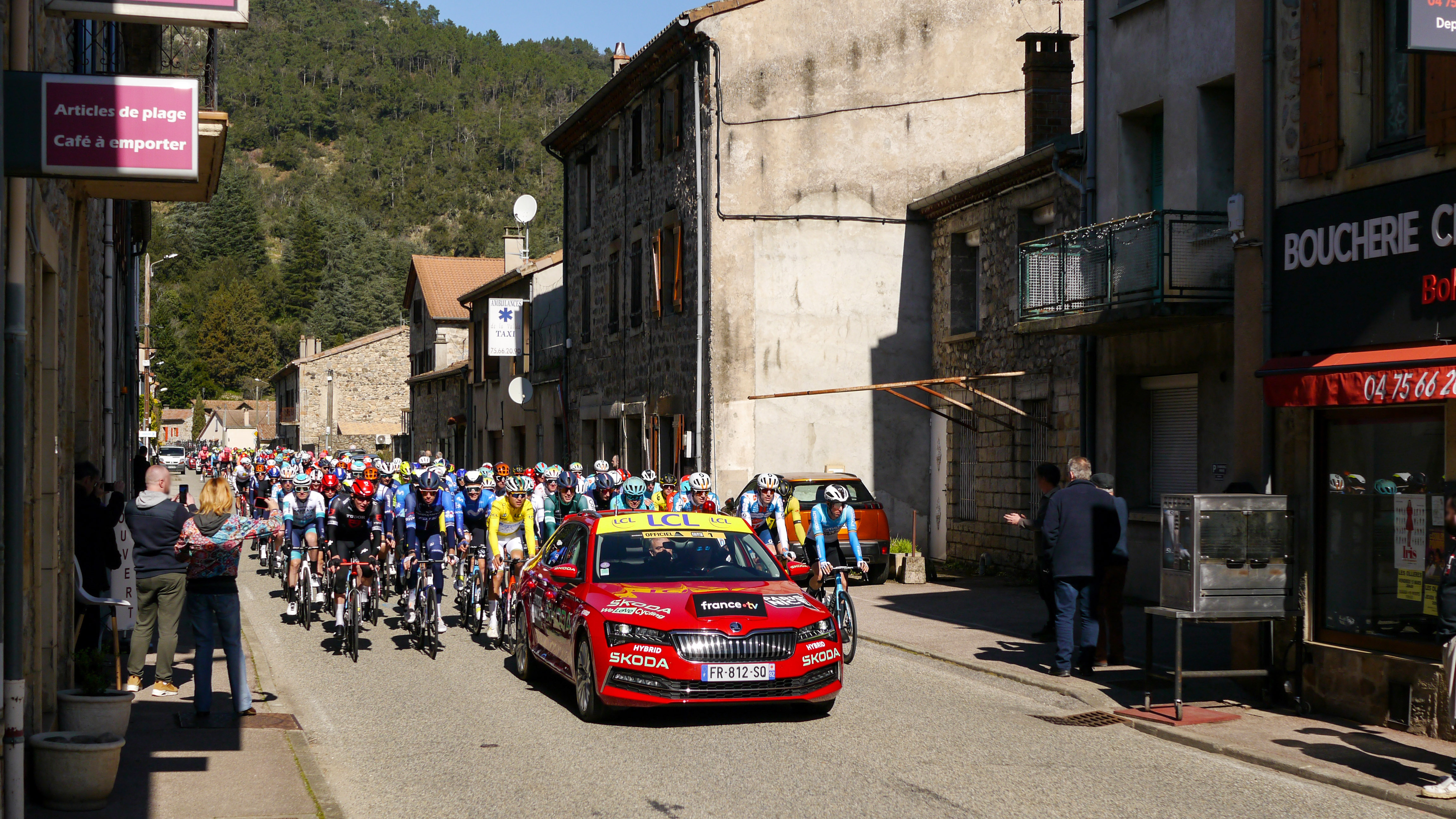
Le peloton pendant le départ fictif aux Ollières-sur-Eyrieux.
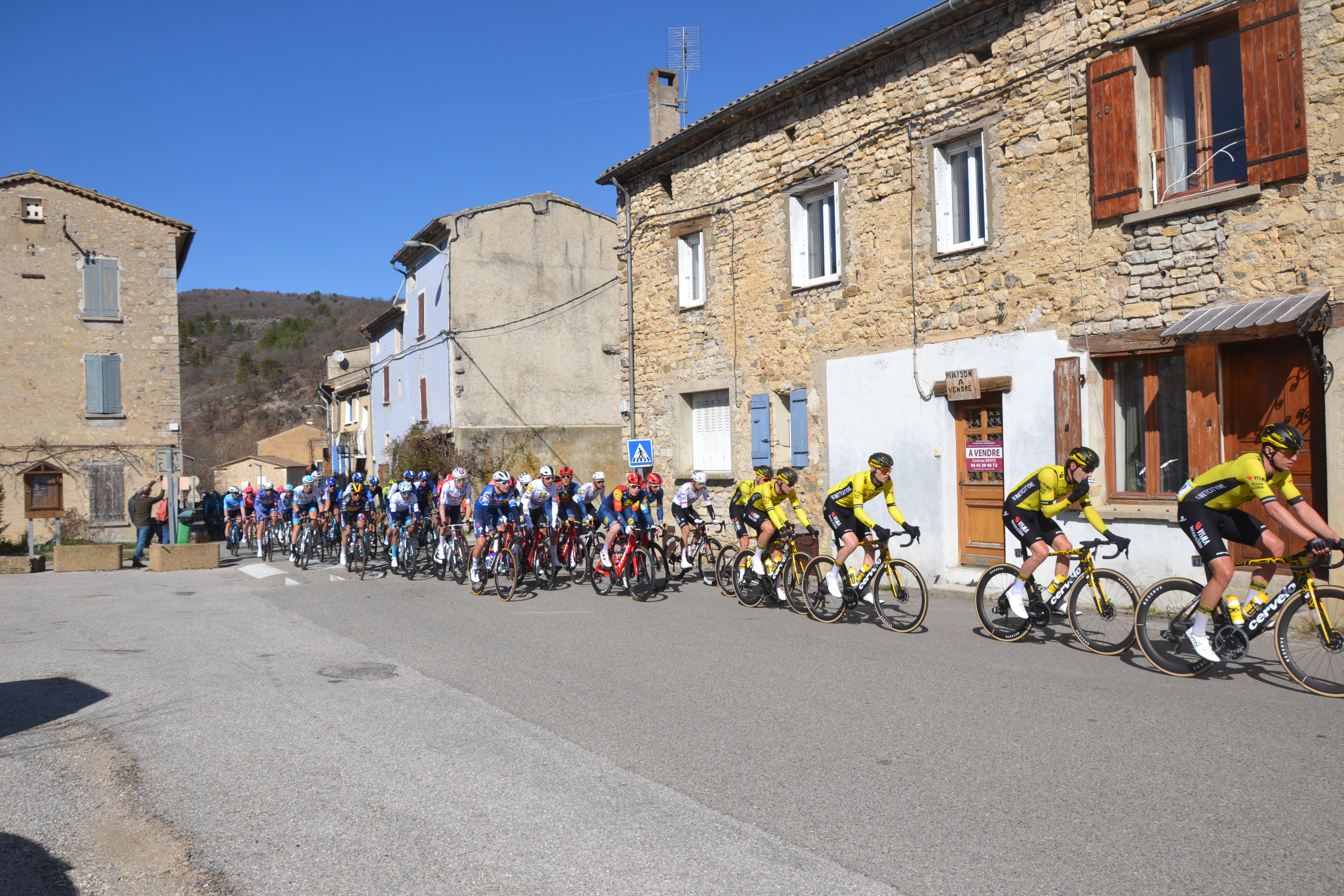
Olav Kooij (45) entouré par son équipe à Sainte-Jalle.
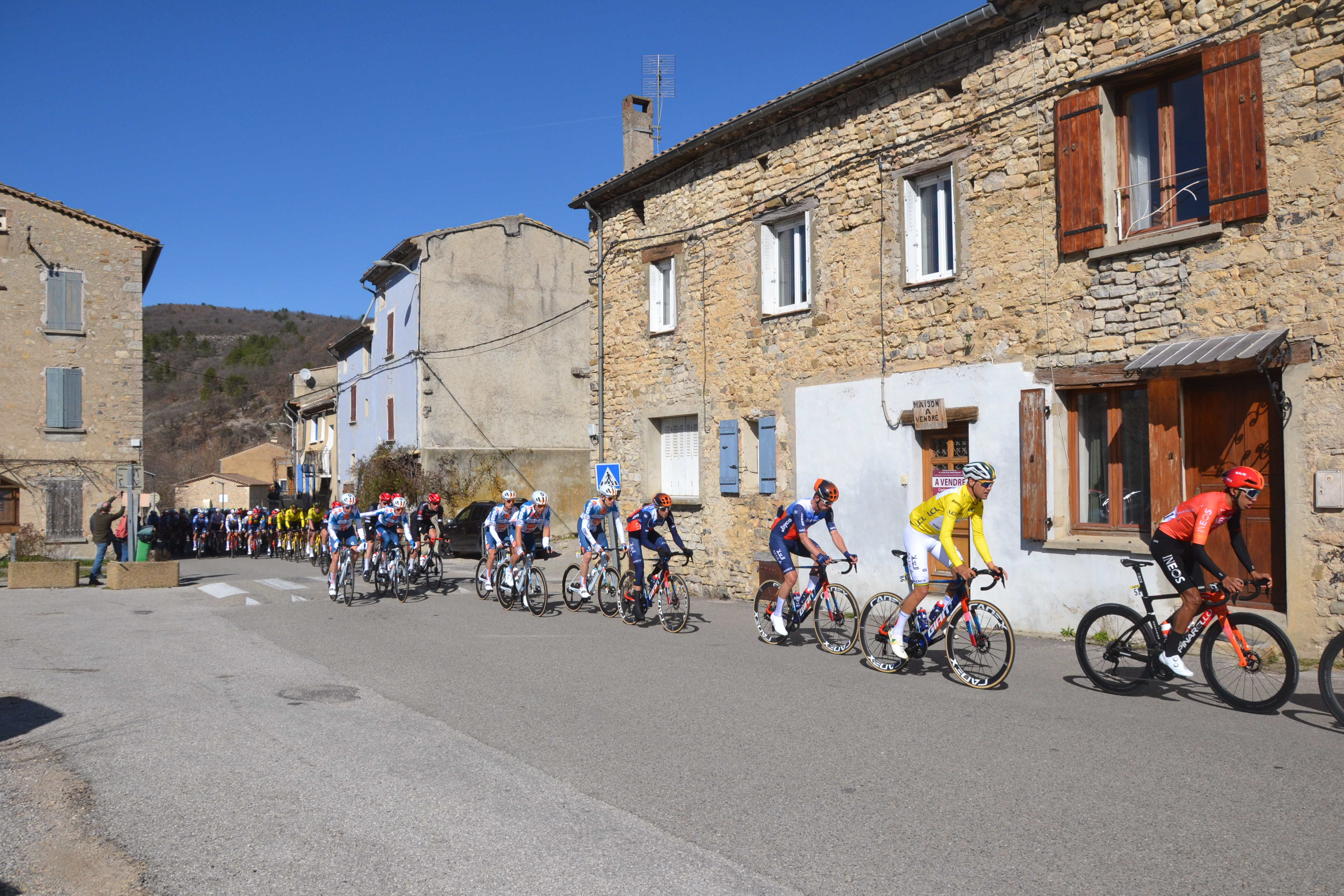
Luke Plapp portant le maillot jaune de leader.
- Passage du peloton pendant le départ fictif en vidéo.

Après une quarantaine de kilomètres plat, la route s’élève en deux temps, avec une bosse non-répertoriée et une longue montée s'achevant par le col de la Sausse (2,6 km à 5,2 %), classé en 3e catégorie et dont le sommet est situé au km 82,5. Après la descente, le parcours va regrimper jusqu'au sommet (km 118,1) du col de Peyruergue (5,3 km à 5,9 %), classé en 3e catégorie, et enchaîne avec la côte de la Rochette-du-Buis (2,3 km à 5,4 %), classée en 3e catégorie et dont le sommet est au km 128,2. La route continue ensuite de grimper, avant quelques faux-plats descendants et le col de la Pigière (2,6 km à 5 %), classé en 3e catégorie et dont le sommet est place au km 146,2. S'ensuivent une trentaine de kilomètres descendant, le sprint intermédiaire lors du premier passage sur la ligne d'arrivée (km 182,9) et une boucle légèrement vallonnée autour de Sisteron, où sera jugée l'arrivée, après 193,5 km de course depuis Saint-Sauveur-de-Montagut, à travers l'Ardèche, la Drôme et le Alpes-de-Haute-Provence.
Pierre Latour (TotalEnergies) s'échappe dès le premier kilomètre de course. Il est rejoint au km 5 par son coéquipier Sandy Dujardin, ainsi que Dries De Bondt (Decathlon-AG2R La Mondiale), Alexis Gougeard (Cofidis), Mathijs Paasschens (Lotto-Dstny) et Mathias Norsgaard (Movistar). Les hommes de tête prennent rapidement du champ, puis les formations Lidl-Trek, Tudor Pro Cycling et Visma-Lease a Bike vont contrôler l'écart autour des 2 minutes 30, avant d'enclencher la poursuite. Latour passe en tête au sommet du col de la Sausse, devant Paasschens et Norsgaard, le peloton est alors pointé à 1 minute 50.
Alors que l'écart s'approche de la minute, Pascal Eenkhoorn et Victor Campenaerts (Lotto-Dstny) sortent du peloton. Les échappés abordent le col de Peyruergue avec 30 secondes d'avance sur le duo de chasse et 50 secondes sur le peloton. Les deux contre-attaquants rentrent sur la tête de course au km 116. Latour passe en tête au sommet, devant Gougeard et Campenaerts, le peloton passe 55 secondes plus tard. Latour passe en tête de la côte de la Rochette-du-Buis, devant Eenkhoorn et Dujardin, avec toujours une minute d'avance sur le peloton, désormais mené par les Lidl-Trek et les Visma-Lease a Bike, accompagnés un temps par les Groupama-FDJ. Le retard du peloton grimpe à 1 minute 18 à 52 km de l'arrivée. Latour franchit en tête le sommet du col de la Pigière, devant Eenkhoorn et Gougeard, le peloton passe 58 secondes plus tard. L'écart est encore de 55 secondes à 40 km du but.
Alors que l'avance des échappés a chuté sous les 40 secondes, Campenaerts fait le forcing, décrochant à 30 km de l'arrivée Gougeard, ainsi que ses deux coéquipiers. Après un gros relais de Paasschens, Eenkhoorn parvient néanmoins à recoller à 28 km de la ligne. Latour est lui aussi distancé à 23,8 km de l'arrivée, le peloton est pointé à 25 secondes. L'écart baisse à 15 secondes à 15 km de l'arrivée. Dujardin remporte le sprint intermédiaire, devançant Norsgaard et Campenaerts, avec 8 secondes d'avance sur le peloton.
Les échappés sont repris à 9,5 km de l'arrivée, Quentin Pacher (Groupama-FDJ) attaque, suivi par Michael Valgren (EF Education-EasyPost) et Bob Jungels (Bora-Hansgrohe). Mads Pedersen (Lidl-Trek) et le maillot vert Laurence Pithie (Groupama-FDJ) font rapidement le jump, avec une poignée de coureurs dans la roue. C'est ensuite le champion de Belgique Remco Evenepoel (Soudal-Quick Step) qui ramène le peloton. Jasper De Buyst (Lotto-Dstny) contre, suivi par Aleksandr Vlasov (Bora-Hansgrohe), Brandon McNulty (UAE Emirates), Carlos Rodríguez (Ineos Grenadiers) et Valgren. Evenepoel et Santiago Buitrago (Barhain-Victorious) recollent rapidement, le champion de Belgique accélère à 7,8 km de l'arrivée, sans succès. Ce groupe est repris quelques hectomètres plus loin. Les équipes de sprinteurs vont ensuite prendre les commandes du peloton. Bien emmené par son équipe, Mads Pedersen lance le sprint à un peu moins de 300 m de la ligne, mais c'est Olav Kooij (Visma-Lease a Bike) qui s'impose, en devançant Pedersen et Pascal Ackermann (Israel-Premier Tech). Le maillot vert terminant seulement 8e du sprint, Pedersen prend la tête du classement par points. Aucun changement n'est à signaler au classement général.
| \| Classement de l'étape \| Classement de l'étape \| Classement de l'étape \| Classement de l'étape \| Classement de l'étape \| \| Coureur \| Coureur \| Pays \| Équipe \| Temps \| \| --------------------- \| --------------------- \| --------------------- \| -------------------------- \| --------------------- \| \| 1er \| Olav Kooij \| Pays-Bas \| Team Visma \\| Lease a Bike \| 4 h 23 min 02 s \| \| 2e \| Mads Pedersen \| Danemark \| Lidl-Trek \| + 0 s \| \| 3e \| Pascal Ackermann \| Allemagne \| Israel-Premier Tech \| + 0 s \| \| 4e \| Sam Bennett \| Irlande \| Decathlon-AG2R La Mondiale \| + 0 s \| \| 5e \| Danny van Poppel \| Pays-Bas \| Bora-Hansgrohe \| + 0 s \| \| 6e \| Tobias Lund Andresen \| Danemark \| Team dsm-firmenich PostNL \| + 0 s \| \| 7e \| Matteo Trentin \| Italie \| Tudor Pro Cycling Team \| + 0 s \| \| 8e \| Laurence Pithie \| Nouvelle-Zélande \| Groupama-FDJ \| + 0 s \| \| 9e \| Madis Mihkels \| Estonie \| Intermarché-Wanty \| + 0 s \| \| 10e \| Dušan Rajović \| Serbie \| Bahrain Victorious \| + 0 s \| |                      |                  |                            |                 |
| |                      |                  |                            |                 |
| Source : ProCyclingStats |                      |                  |                            |                 |
| Classement de l'étape |                      |                  |                            |                 |
| Coureur | Coureur              | Pays             | Équipe                     | Temps           |
| 1er | Olav Kooij           | Pays-Bas         | Team Visma \| Lease a Bike | 4 h 23 min 02 s |
| 2e | Mads Pedersen        | Danemark         | Lidl-Trek                  | + 0 s           |
| 3e | Pascal Ackermann     | Allemagne        | Israel-Premier Tech        | + 0 s           |
| 4e | Sam Bennett          | Irlande          | Decathlon-AG2R La Mondiale | + 0 s           |
| 5e | Danny van Poppel     | Pays-Bas         | Bora-Hansgrohe             | + 0 s           |
| 6e | Tobias Lund Andresen | Danemark         | Team dsm-firmenich PostNL  | + 0 s           |
| 7e | Matteo Trentin       | Italie           | Tudor Pro Cycling Team     | + 0 s           |
| 8e | Laurence Pithie      | Nouvelle-Zélande | Groupama-FDJ               | + 0 s           |
| 9e | Madis Mihkels        | Estonie          | Intermarché-Wanty          | + 0 s           |
| 10e | Dušan Rajović        | Serbie           | Bahrain Victorious         | + 0 s           |

| \| Classement général \| Classement général \| Classement général \| Classement général \| Classement général \| \| Coureur \| Coureur \| Pays \| Équipe \| Temps \| \| ------------------ \| ------------------ \| ------------------ \| -------------------------- \| ------------------ \| \| 1er \| Luke Plapp \| Australie \| Team Jayco AlUla \| 17 h 38 min 48 s \| \| 2e \| Santiago Buitrago \| Colombie \| Bahrain Victorious \| + 13 s \| \| 3e \| Brandon McNulty \| États-Unis \| UAE Team Emirates \| + 27 s \| \| 4e \| João Almeida \| Portugal \| UAE Team Emirates \| + 29 s \| \| 5e \| Remco Evenepoel \| Belgique \| Soudal Quick-Step \| + 30 s \| \| 6e \| Egan Bernal \| Colombie \| Ineos Grenadiers \| + 40 s \| \| 7e \| Chris Harper \| Australie \| Team Jayco AlUla \| + 46 s \| \| 8e \| Matteo Jorgenson \| États-Unis \| Team Visma \\| Lease a Bike \| + 52 s \| \| 9e \| Rigoberto Urán \| Colombie \| EF Education-EasyPost \| + 54 s \| \| 10e \| Carlos Rodríguez \| Espagne \| Ineos Grenadiers \| + 1 min 02 s \| |                   |            |                            |                  |
| |                   |            |                            |                  |
| Source : ProCyclingStats |                   |            |                            |                  |
| Classement général |                   |            |                            |                  |
| Coureur | Coureur           | Pays       | Équipe                     | Temps            |
| 1er | Luke Plapp        | Australie  | Team Jayco AlUla           | 17 h 38 min 48 s |
| 2e | Santiago Buitrago | Colombie   | Bahrain Victorious         | + 13 s           |
| 3e | Brandon McNulty   | États-Unis | UAE Team Emirates          | + 27 s           |
| 4e | João Almeida      | Portugal   | UAE Team Emirates          | + 29 s           |
| 5e | Remco Evenepoel   | Belgique   | Soudal Quick-Step          | + 30 s           |
| 6e | Egan Bernal       | Colombie   | Ineos Grenadiers           | + 40 s           |
| 7e | Chris Harper      | Australie  | Team Jayco AlUla           | + 46 s           |
| 8e | Matteo Jorgenson  | États-Unis | Team Visma \| Lease a Bike | + 52 s           |
| 9e | Rigoberto Urán    | Colombie   | EF Education-EasyPost      | + 54 s           |
| 10e | Carlos Rodríguez  | Espagne    | Ineos Grenadiers           | + 1 min 02 s     |

### 6eétape
Après un début d'étape plat et une bosse non-répertoriée, la route grimpe une trentaine de kilomètres, jusqu'au sommet (km 69,8) du col des Lèques (6,6 km à 5 %), classé en 2e catégorie. La descente est suivie par l'enchaînement du col de Luens (6,8 km à 4,7 %), classé en 2e catégorie et dont le sommet est au km 87.4, et de la côte de la Blachette (2,9 km à 5,5 %), classée en 3e catégorie et dont le sommet est situé au km 92,6. S'ensuivra une vingtaine de kilomètres plutôt plats, une longue descente en deux parties et le col de Gourdon (6,3 km à 4,3 %), classé en 2e catégorie. Une fois le sommet (km 140,5) franchit, les coureurs plongent vers la ligne d'arrivée (km 167,7), avant d'escalader la côte de La Colle-sur-Loup (1,8 km à 10 %), classée en 2e catégorie et dont le sommet est placé au km 169,8. La route continue de monter jusqu'au sprint intermédiaire (km 177,2), avec des pentes à 12 %, avant de descendre jusqu'à l'arrivée, jugée en légère montée à La Colle-sur-Loup, après 198,2 km de course depuis Sisteron, à travers les Alpes-de-Haute-Provence, le Var et les Alpes-Maritimes.
Après quelques tentatives d'échappées infructeuses, Cédric Beullens (Lotto-Dstny), Jonas Rutsch (EF Education-EasyPost) et Anthony Turgis (TotalEnergies) s'échappent au km 11, mais sont repris 5 km plus loin. Rémi Cavagna (Movistar) et le maillot à pois Mathieu Burgaudeau (TotalEnergies) attaquent ensuite, vite rejoints par une dizaine de coureurs, mais le peloton les reprend au km 20. Les attaques se succèdent, sans plus de succès. Cavagna et le maillot vert Mads Pedersen (Lidl-Trek) sortent au km 46, rejoints par Laurence Pithie (Groupama-FDJ) et Anthon Charmig (Astana), mais le quatuor est rapidement repris. Johan Jacobs (Movistar), Joshua Tarling (Ineos Grenadiers) et Thibault Guernalec (Arkéa-B&B Hotels) s'échappent au km 53, rejoints 2 km plus loin par le maillot vert, Christian Scaroni (Astana) et Dušan Rajović (Barhain-Victorious). Le groupe est repris au km 60. Scaroni tente de nouveau sa chance dans le col des Lèques, suivi par le champion d'Afrique du Sud Ryan Gibbons (Lidl-Trek), Victor Campenaerts (Lotto-Dstny) et Pierre Latour (TotalEnergies), mais ils sont repris un peu plus loin. Le maillot à pois attaque à mi-pente, suivi par Scaroni, Bruno Armirail (Decathlon-AG2R La Mondiale) et Georg Zimmermann (Intermarché-Wanty). Le quatuor est rejoint dans le dernier kilomètre par Gijs Leemreize (DSM-Firmenich) et Michael Storer (Tudor Pro Cycling). Scaroni passe en tête au sommet, devant Burgaudeau et Leemreize, le peloton passe avec 20 secondes de retard.
Beullens et Pedersen recollent sur la tête de course dans la descente, puis Pithie et Marco Haller (Bora-Hansgrohe) font de même au km 83. Le peloton est alors pointé à 2 minutes 20. L'équipe Ineos Grenadiers enclenche la poursuite et l'avance de l'échappée chute rapidement. Burgaudeau passe en tête du col de Luens, devant Scaroni et Haller, le retard du peloton n'est alors plus que de 55 secondes. L'écart chute à 35 secondes au sommet de la côte de Blachette, où Burgaudeau devance une nouvelle fois Scaroni et Haller. Les hommes de tête reprennent du champ, leur avance monte à 1 minute 05 à 90 km de l'arrivée, avant de se stabiliser autour de la minute. Le retard du peloton diminue fortement dans le col de Gourdon, il n'est plus que de 26 secondes à 4 km du sommet.
Alors que le groupe de tête n'a plus que 10 secondes d'avance, le maillot à pois attaque à 2,2 km du sommet, suivi seulement par Haller. Leurs compagnons sont vite repris par le peloton, le duo connaît le même sort à 1 km du sommet. Burgaudeau et Scaroni parviennent tout de même à sprinter pour les points au sommet, c'est le français qui passe en tête, tandis qu'Omar Fraile (Ineos Grenadiers) prend la 3e place. La descente est effectuée à vive allure, les Lidl-Trek rejoignent les Ineos Grenadiers en tête de peloton et des cassures apparaissent au sein du peloton. Felix Gall (Decathlon-AG2R La Mondiale) et Steff Cras (TotalEnergies) font partie des coureurs piégés dans le 2e groupe, tandis que Bryan Coquard (Cofidis) et le champion du Kazakhstan Alexey Lutsenko (Astana) sont repoussés au sein d'un 3e groupe. L'écart entre les deux premières parties du peloton est de 18 secondes à 50 km de l'arrivée, les UAE Emirates prennent les commandes du groupe maillot jaune. À 44 km de l'arrivée, le groupe maillot jaune possède 13 secondes d'avance sur le groupe Gall et 27 sur le groupe Coquard. Le groupe Gall recolle sur le premier peloton à 36,3 km du but, le groupe Coquard ne reviendra jamais et finira par se relever. Les Lidl-Trek reprennent les rênes du peloton.
Au pied de la côte de La Colle-sur-Loup, un Bora-Hansgrohe fait le forcing, avec son leader Primož Roglič et Brandon McNulty (UAE Emirates) dans la roue. Après un relais de son équipier, Roglič distance McNulty, tandis que dans le groupe maillot jaune c'est le champion de Belgique Remco Evenepoel (Soudal-Quick Step) qui fait l'effort. Le porteur du maillot blanc Santiago Buitrago (Bahrain-Victorious) accélère et rejoint l'homme de tête à 29,7 km de l'arrivée, puis Evenepoel et Matteo Jorgenson (Visma-Lease a Bike) recollent aussi, juste avant que le maillot jaune Lucas Plapp (Jayco-AlUla) ne fasse de même, en compagnie d'Egan Bernal (Ineos Grenadiers) et Harold Tejada (Astana). Une poignée d'autres coureurs font leur retour en tête, tandis que Jorgenson attaque à 1 km du sommet. Il parvient rapidement à prendre une dizaine de secondes d'avance sur le groupe maillot jaune. Jorgenson passe en tête au sommet, avec 13 secondes d'avance sur le champion de Belgique, Buitrago et le reste du groupe maillot jaune. Buitrago chute à 27,6 km du but et perd du terrain, malgré l'aide de son coéquipier Peio Bilbao. Le champion du Danemark Mattias Skjelmose (Lidl-Trek) attaque à 27 km du but, suivi par McNulty. 500 m plus loin, l'homme de tête possède 6 secondes d'avance sur le duo de chasse, 12 sur le groupe maillot jaune et 37 sur le groupe maillot blanc. Jorgenson est rejoint par les deux poursuivants à 24,6 km de la ligne. Le groupe maillot jaune est alors pointé à 13 secondes, le groupe maillot blanc à 35. Aleksandr Vlasov (Bora-Hansgrohe) tente un contre, sans succès. Jorgenson remporte le sprint intermédiaire, devant Skjelmose et McNulty. Le groupe maillot jaune, composé de 10 coureurs et mené par Evenepoel et les deux Bora-Hansgrohe, passe 15 secondes plus tard, le groupe maillot blanc a lui 1 minute 05 de retard. Entre ces deux groupes, on retrouve João Almeida (UAE Emirates) et Carlos Rodríguez (Ineos Grenadiers).
Le trio de tête possède 33 secondes d'avance sur le groupe maillot jaune à 15 km de l'arrivée, l'écart va grimper au-delà des 45 secondes dans les 10 derniers kilomètres. Jay Vine (UAE Emirates) se relève pour attendre Almeida à environ 6 km du but. Les hommes de tête possèdent 58 secondes d'avance sur le groupe maillot jaune et 1 minute 13 sur le trio de poursuivants à 3 km de l'arrivée. Le champion du Danemark lance le sprint à 200 m de la ligne et lève les bras, en devançant McNulty et Jorgenson. Remco Evenepoel concède 52 secondes, le groupe maillot jaune une de plus. Vlasov termine à 1 minute 13, Almeida à 1 minute 20, Rodríguez 1 minute 23 et Vine 1 minute 35. Le groupe maillot blanc passe la ligne 2 minutes 39 après le vainqueur. Brandon McNulty s'empare ainsi du maillot jaune, avec 23 secondes d'avance sur le nouveau maillot blanc Matteo Jorgenson et 34 sur l'ancien maillot jaune. Le champion du Danemark et son homologue belge complètent le Top 5, à environ 1 minute. Bernal est 6e à 1 minute 14. Derrière, six coureurs se tiennent en 14 secondes.
| \| Classement de l'étape \| Classement de l'étape \| Classement de l'étape \| Classement de l'étape \| Classement de l'étape \| \| Coureur \| Coureur \| Pays \| Équipe \| Temps \| \| --------------------- \| ---------------------- \| --------------------- \| -------------------------- \| --------------------- \| \| 1er \| Mattias Skjelmose \| Danemark \| Lidl-Trek \| 4 h 36 min 51 s \| \| 2e \| Brandon McNulty \| États-Unis \| UAE Team Emirates \| + 0 s \| \| 3e \| Matteo Jorgenson \| États-Unis \| Team Visma \\| Lease a Bike \| + 0 s \| \| 4e \| Remco Evenepoel \| Belgique \| Soudal Quick-Step \| + 52 s \| \| 5e \| Harold Tejada \| Colombie \| Astana Qazaqstan Team \| + 53 s \| \| 6e \| Aurélien Paret-Peintre \| France \| Decathlon-AG2R La Mondiale \| + 53 s \| \| 7e \| Felix Gall \| Autriche \| Decathlon-AG2R La Mondiale \| + 53 s \| \| 8e \| Wilco Kelderman \| Pays-Bas \| Team Visma \\| Lease a Bike \| + 53 s \| \| 9e \| Primož Roglič \| Slovénie \| Bora-Hansgrohe \| + 53 s \| \| 10e \| Egan Bernal \| Colombie \| Ineos Grenadiers \| + 53 s \| |                        |            |                            |                 |
| |                        |            |                            |                 |
| Source : ProCyclingStats |                        |            |                            |                 |
| Classement de l'étape |                        |            |                            |                 |
| Coureur | Coureur                | Pays       | Équipe                     | Temps           |
| 1er | Mattias Skjelmose      | Danemark   | Lidl-Trek                  | 4 h 36 min 51 s |
| 2e | Brandon McNulty        | États-Unis | UAE Team Emirates          | + 0 s           |
| 3e | Matteo Jorgenson       | États-Unis | Team Visma \| Lease a Bike | + 0 s           |
| 4e | Remco Evenepoel        | Belgique   | Soudal Quick-Step          | + 52 s          |
| 5e | Harold Tejada          | Colombie   | Astana Qazaqstan Team      | + 53 s          |
| 6e | Aurélien Paret-Peintre | France     | Decathlon-AG2R La Mondiale | + 53 s          |
| 7e | Felix Gall             | Autriche   | Decathlon-AG2R La Mondiale | + 53 s          |
| 8e | Wilco Kelderman        | Pays-Bas   | Team Visma \| Lease a Bike | + 53 s          |
| 9e | Primož Roglič          | Slovénie   | Bora-Hansgrohe             | + 53 s          |
| 10e | Egan Bernal            | Colombie   | Ineos Grenadiers           | + 53 s          |

| \| Classement général \| Classement général \| Classement général \| Classement général \| Classement général \| \| Coureur \| Coureur \| Pays \| Équipe \| Temps \| \| ------------------ \| ------------------ \| ------------------ \| -------------------------- \| ------------------ \| \| 1er \| Brandon McNulty \| États-Unis \| UAE Team Emirates \| 22 h 15 min 58 s \| \| 2e \| Matteo Jorgenson \| États-Unis \| Team Visma \\| Lease a Bike \| + 23 s \| \| 3e \| Luke Plapp \| Australie \| Team Jayco AlUla \| + 34 s \| \| 4e \| Mattias Skjelmose \| Danemark \| Lidl-Trek \| + 54 s \| \| 5e \| Remco Evenepoel \| Belgique \| Soudal Quick-Step \| + 1 min 03 s \| \| 6e \| Egan Bernal \| Colombie \| Ineos Grenadiers \| + 1 min 14 s \| \| 7e \| João Almeida \| Portugal \| UAE Team Emirates \| + 1 min 30 s \| \| 8e \| Felix Gall \| Autriche \| Decathlon-AG2R La Mondiale \| + 1 min 36 s \| \| 9e \| Harold Tejada \| Colombie \| Astana Qazaqstan Team \| + 1 min 37 s \| \| 10e \| Wilco Kelderman \| Pays-Bas \| Team Visma \\| Lease a Bike \| + 1 min 39 s \| |                   |            |                            |                  |
| |                   |            |                            |                  |
| Source : ProCyclingStats |                   |            |                            |                  |
| Classement général |                   |            |                            |                  |
| Coureur | Coureur           | Pays       | Équipe                     | Temps            |
| 1er | Brandon McNulty   | États-Unis | UAE Team Emirates          | 22 h 15 min 58 s |
| 2e | Matteo Jorgenson  | États-Unis | Team Visma \| Lease a Bike | + 23 s           |
| 3e | Luke Plapp        | Australie  | Team Jayco AlUla           | + 34 s           |
| 4e | Mattias Skjelmose | Danemark   | Lidl-Trek                  | + 54 s           |
| 5e | Remco Evenepoel   | Belgique   | Soudal Quick-Step          | + 1 min 03 s     |
| 6e | Egan Bernal       | Colombie   | Ineos Grenadiers           | + 1 min 14 s     |
| 7e | João Almeida      | Portugal   | UAE Team Emirates          | + 1 min 30 s     |
| 8e | Felix Gall        | Autriche   | Decathlon-AG2R La Mondiale | + 1 min 36 s     |
| 9e | Harold Tejada     | Colombie   | Astana Qazaqstan Team      | + 1 min 37 s     |
| 10e | Wilco Kelderman   | Pays-Bas   | Team Visma \| Lease a Bike | + 1 min 39 s     |

### 7eétape
Après un début d'étape plat, le parcours emprunte la côte de Gattières (4,5 km à 4,8 %), classée en 2e catégorie et dont le sommet est situé au 10.1, puis il est légèrement vallonné pendant 65 km. La route va ensuite monter progressivement jusqu'au sommet (km 120,2) du col Saint-Martin (7,5 km à 7,1 %), classé en 1re catégorie et qui sera au programme du prochain Tour de France. Après une vingtaine de kilomètres en descente, les coureurs grimpent de nouveau, disputant au passage le sprint intermédiaire (km 154,6), pour aller chercher le pied de la montée vers la station d'Auron (7,3 km à 7,2 %), classée en 1re catégorie et en haut de laquelle sera jugée l'arrivée, après 173 km de course depuis Nice, à travers les Alpes-Maritimes.
Pour des raisons de sécurité, en raison des conditions météorologiques difficiles prévues pour le samedi (températures négatives et neige), les organisateurs ont décidé de modifier le parcours de l'étape. Les 89 premiers kilomètres sont identiques, mais le col Saint-Martin et la montée finale sont supprimés, les coureurs emprunteront la montée vers la Madone d'Utelle (15,3 km à 5,7 %), classée en 1re catégorie et en haut de laquelle sera jugée l'arrivée, après 104 km de course. L'ascension était au programme de la course une première fois en 2016. Le sprint intermédiaire est disputé durant l'ascension finale, au km 96,7.
L'étape est disputée sous la pluie. Benjamin Thomas (Cofidis), Johan Jacobs (Movistar) et Martijn Tusveld (DSM-Firmenich) s'échappent au km 2. Sandy Dujardin (TotalEnergies) part en contre-attaque 2 km plus loin, Brent Van Moer (Lotto-Dstny) et Gijs Leemreize (DSM-Firmenich) font ensuite de même. Les deux hommes rejoignent Dujardin dans la côte de Gattières. Thomas passe en tête au sommet, devant Jacobs et Tusveld, avec 1 minute 05 d'avance sur le trio de chasse et 1 minute 40 sur le peloton, mené par les Ineos Grenadiers. Au km 15, Thomas et Jacobs possèdent 35 secondes d'avance sur Tusveld, qui a été victime d'un incident mécanique, 1 minute sur le trio de poursuite et 1 minute 30 sur le peloton. Tusveld est repris par les poursuivants, qui perdent ensuite Dujardin sur un incident mécanique. Leemreize est le dernier contre-attaquant repris par le peloton, au km 34. Le duo de tête a alors 1 minute 10 d'avance.
Les formations Soudal-Quick Step et Visma-Lease a Bike vont ensuite prendre les commandes du peloton, pour contrôler l'écart autour de 1 minute 25. Le duo de tête n'a plus qu'une minute d'avance à 50 km de l'arrivée, tandis qu'Harold Tejada (Astana) est distancé à cause d'une crevaison. A 45 km du but, les hommes de tête ont 45 secondes d'avance sur le peloton et 2 minutes 25 sur Tejada, attendu par son équipier Anthon Charmig. Le rythme élevé imprimé par les Soudal-Quick Step génère des cassures dans le peloton à environ 40 km de l'arrivée, Carlos Rodríguez (Ineos Grenadiers) fait partie des coureurs distancés. Thomas se relève à 37 km du but. L'homme de tête n'a plus que 25 secondes d'avance à 30 km de la ligne. De nouvelles cassures apparaissent dans la descente, piégeant ainsi des coureurs comme Felix Gall (Decathlon-AG2R La Mondiale) et Aleksandr Vlasov (Bora-Hansgrohe), mais le peloton va cette fois-ci se reformer, à 26 km de l'arrivée. Les UAE Emirates et les Visma-Lease a Bike vont ensuite maintenir le retard du peloton autour des 30 secondes.
Les Ineos Grenadiers mènent le peloton au pied de la montée finale. Jacobs est repris à 14,2 km du sommet. Les Soudal-Quick Step durcissent le rythme, beaucoup de coureurs sont distancés, le groupe maillot jaune est réduit à une vingtaine d'éléments. João Almeida (UAE Emirates) est lâché à 13,2 km de l'arrivée, mais parvient à reprendre sa place dans le groupe maillot jaune. Bien lancé par son équipier Laurens De Plus, Egan Bernal (Ineos Grenadiers) remporte le sprint intermédiaire, devant Ilan Van Wilder et le champion de Belgique Remco Evenepoel (Soudal-Quick Step). Van Wilder va ensuite prendre la tête du groupe maillot jaune. Almeida est lâché à nouveau à 6,6 km du sommet, attendu quelques hectomètres plus loin par son équipier Felix Großschartner. Evenepoel attaque à 4,4 km du but, suivi par le maillot blanc Matteo Jorgenson (Visma-Lease a Bike) et le maillot jaune Brandon McNulty (UAE Emirates). Le trio est vite rejoint par le champion du Danemark Mattias Skjelmose (Lidl-Trek), Vlasov, Primož Roglič (Bora-Hansgrohe), Bernal, Santiago Buitrago (Bahrain-Victorious), le champion d'Australie Lucas Plapp (Jayco-AlUla) et Wilco Kelderman (Visma-Lease a Bike). Vlasov contre, personne ne le suit. 500 m plus loin, il possède 7 secondes d'avance sur le groupe maillot jaune, mené par Kelderman et sur lequel Aurélien Paret-Peintre (Decathlon-AG2R La Mondiale) a pu faire son retour. Alors que Bernal est distancé, l'homme de tête possède 18 secondes d'avance à 2 km du sommet. C'est le moment choisi par le champion de Belgique pour placer une attaque, il est suivi par Buitrago, Roglič et le maillot blanc. Le maillot jaune est quelques mètres derrière, avec le champion du Danemark dans la roue. Ce dernier fait le jump pour recoller sur le groupe maillot blanc. A la flamme rouge, Vlasov possède 10 secondes d'avance sur le groupe maillot blanc et 19 sur McNulty. Evenepoel laisse Jorgenson mener le groupe durant le dernier kilomètre. Aleksandr Vlasov gagne l'étape avec 8 secondes d'avance sur le groupe maillot blanc, réglé par le champion de Belgique devant Roglič. Buitrago termine à 13 secondes du vainqueur, le maillot jaune et Kelderman à environ 30 secondes, quelques secondes devant Paret-Peintre et le champion d'Australie. Bernal et Gall concèdent plus d'une minute, Almeida 1 minute 50 et Tejada 5 minutes 15. Au classement général, le maillot blanc revient à seulement 4 secondes de McNulty. Plapp sort du podium et est désormais 5e, à 47 secondes du maillot jaune et une dizaine de retard sur le champion du Danemark et Evenepoel. Roglič grimpe à la 6e place, à 1 minute 21, avec plus de 20 secondes d'avance sur Bernal et Kelderman. Paret-Peintre et Vlasov complètent le Top 10, à environ 2 minutes du leader.
| \| Classement de l'étape \| Classement de l'étape \| Classement de l'étape \| Classement de l'étape \| Classement de l'étape \| \| Coureur \| Coureur \| Pays \| Équipe \| Temps \| \| --------------------- \| ---------------------- \| --------------------- \| -------------------------- \| --------------------- \| \| 1er \| Aleksandr Vlasov \| Bannière neutre \| Bora-Hansgrohe \| 2 h 44 min 03 s \| \| 2e \| Remco Evenepoel \| Belgique \| Soudal Quick-Step \| + 8 s \| \| 3e \| Primož Roglič \| Slovénie \| Bora-Hansgrohe \| + 8 s \| \| 4e \| Mattias Skjelmose \| Danemark \| Lidl-Trek \| + 8 s \| \| 5e \| Matteo Jorgenson \| États-Unis \| Team Visma \\| Lease a Bike \| + 8 s \| \| 6e \| Santiago Buitrago \| Colombie \| Bahrain Victorious \| + 13 s \| \| 7e \| Brandon McNulty \| États-Unis \| UAE Team Emirates \| + 27 s \| \| 8e \| Wilco Kelderman \| Pays-Bas \| Team Visma \\| Lease a Bike \| + 31 s \| \| 9e \| Aurélien Paret-Peintre \| France \| Decathlon-AG2R La Mondiale \| + 36 s \| \| 10e \| Luke Plapp \| Australie \| Team Jayco AlUla \| + 40 s \| |                        |                 |                            |                 |
| |                        |                 |                            |                 |
| Source : ProCyclingStats |                        |                 |                            |                 |
| Classement de l'étape |                        |                 |                            |                 |
| Coureur | Coureur                | Pays            | Équipe                     | Temps           |
| 1er | Aleksandr Vlasov       | Bannière neutre | Bora-Hansgrohe             | 2 h 44 min 03 s |
| 2e | Remco Evenepoel        | Belgique        | Soudal Quick-Step          | + 8 s           |
| 3e | Primož Roglič          | Slovénie        | Bora-Hansgrohe             | + 8 s           |
| 4e | Mattias Skjelmose      | Danemark        | Lidl-Trek                  | + 8 s           |
| 5e | Matteo Jorgenson       | États-Unis      | Team Visma \| Lease a Bike | + 8 s           |
| 6e | Santiago Buitrago      | Colombie        | Bahrain Victorious         | + 13 s          |
| 7e | Brandon McNulty        | États-Unis      | UAE Team Emirates          | + 27 s          |
| 8e | Wilco Kelderman        | Pays-Bas        | Team Visma \| Lease a Bike | + 31 s          |
| 9e | Aurélien Paret-Peintre | France          | Decathlon-AG2R La Mondiale | + 36 s          |
| 10e | Luke Plapp             | Australie       | Team Jayco AlUla           | + 40 s          |

| \| Classement général \| Classement général \| Classement général \| Classement général \| Classement général \| \| Coureur \| Coureur \| Pays \| Équipe \| Temps \| \| ------------------ \| ---------------------- \| ------------------ \| -------------------------- \| ------------------ \| \| 1er \| Brandon McNulty \| États-Unis \| UAE Team Emirates \| 25 h 00 min 28 s \| \| 2e \| Matteo Jorgenson \| États-Unis \| Team Visma \\| Lease a Bike \| + 4 s \| \| 3e \| Mattias Skjelmose \| Danemark \| Lidl-Trek \| + 35 s \| \| 4e \| Remco Evenepoel \| Belgique \| Soudal Quick-Step \| + 36 s \| \| 5e \| Luke Plapp \| Australie \| Team Jayco AlUla \| + 47 s \| \| 6e \| Primož Roglič \| Slovénie \| Bora-Hansgrohe \| + 1 min 21 s \| \| 7e \| Egan Bernal \| Colombie \| Ineos Grenadiers \| + 1 min 42 s \| \| 8e \| Wilco Kelderman \| Pays-Bas \| Team Visma \\| Lease a Bike \| + 1 min 43 s \| \| 9e \| Aurélien Paret-Peintre \| France \| Decathlon-AG2R La Mondiale \| + 1 min 53 s \| \| 10e \| Aleksandr Vlasov \| Bannière neutre \| Bora-Hansgrohe \| + 2 min 05 s \| |                        |                 |                            |                  |
| |                        |                 |                            |                  |
| Source : ProCyclingStats |                        |                 |                            |                  |
| Classement général |                        |                 |                            |                  |
| Coureur | Coureur                | Pays            | Équipe                     | Temps            |
| 1er | Brandon McNulty        | États-Unis      | UAE Team Emirates          | 25 h 00 min 28 s |
| 2e | Matteo Jorgenson       | États-Unis      | Team Visma \| Lease a Bike | + 4 s            |
| 3e | Mattias Skjelmose      | Danemark        | Lidl-Trek                  | + 35 s           |
| 4e | Remco Evenepoel        | Belgique        | Soudal Quick-Step          | + 36 s           |
| 5e | Luke Plapp             | Australie       | Team Jayco AlUla           | + 47 s           |
| 6e | Primož Roglič          | Slovénie        | Bora-Hansgrohe             | + 1 min 21 s     |
| 7e | Egan Bernal            | Colombie        | Ineos Grenadiers           | + 1 min 42 s     |
| 8e | Wilco Kelderman        | Pays-Bas        | Team Visma \| Lease a Bike | + 1 min 43 s     |
| 9e | Aurélien Paret-Peintre | France          | Decathlon-AG2R La Mondiale | + 1 min 53 s     |
| 10e | Aleksandr Vlasov       | Bannière neutre | Bora-Hansgrohe             | + 2 min 05 s     |

### 8eétape
Le début d'étape est en faux plat montant, avant la côte de Levens (6,1 km à 4,9 %), classée en 2e catégorie. La montée se prolonge après le sommet (km 21) durant quelques kilomètres. Après un peu de plat et la descente, la route emprunte l'enchaînement de la côte de Châteauneuf (5,4 km à 4,6 %), classée en 2e catégorie et dont le sommet est au km 36.9, la côte de Berre-les-Alpes (6,3 km à 6 %), classée en 2e catégorie et dont le sommet est situé au km 50.9, et la côte de Peille (6,5 km à 6,9 %), classée en 1re catégorie. Après le sommet (km 68,6), la descente est irrégulière. Le parcours emprunte ensuite le col d'Èze, en haut duquel est disputé le sprint intermédiaire (km 84,5), la descente, le col des Quatre Chemins (3,6 km à 8,8 %), qui est en fait la première partie du col d'Èze et classé en 1re catégorie. Après le sommet (km 100,3), la route plonge vers la promenade des Anglais, à Nice, où sera jugée l'arrivée, après 109,3 km de course depuis Nice, à travers les Alpes-Maritimes.
Laurence Pithie (Groupama-FDJ), Victor Campenaerts (Lotto-Dstny) et Johan Jacobs (Movistar) s'échappent au km 4. Ils abordent la côte de Levens avec 2 minutes d'avance sur le peloton. Pithie est décroché dès les premières pentes, puis Campenaerts part seul au km 19. Derrière, Christian Scaroni et Samuele Battistella (Astana) sortent du peloton, bientôt rejoints par Bruno Armirail (Decathlon-AG2R La Mondiale) et Laurens De Plus (Ineos Grenadiers). Campenaerts passe en tête au sommet, avec 40 secondes d'avance sur Jacobs et 1 minute 05 sur Scaroni et le reste du groupe de chasse. Dans la descente, Jacobs est rejoint par les quatre poursuivants, tandis que Quentin Pacher (Groupama-FDJ), Ion Izagirre (Cofidis), Peio Bilbao (Bahrain-Victorious), Ewen Costiou (Arkea-B&B Hotels), Harry Sweeny (EF Education-EasyPost), Ruben Guerreiro et Will Barta (Movistar) sortent du peloton et recollent sur le groupe de poursuite.
L'homme de tête aborde la côte de Châteuneuf avec 50 secondes d'avance sur le groupe de poursuite, 1 minute 20 sur le maillot vert Mads Pedersen (Lidl-Trek), Gijs Leemreize (DSM-Firmenich), Jakob Fuglsang et Hugo Houle (Israel-Premier Tech), 1 minute 50 sur le peloton, mené par les Soudal-Quick Step. Santiago Buitrago (Bahrain-Victorious) et Carlos Rodríguez (Ineos Grenadiers) chutent, seul ce dernier peut repartir. Sans aller lui-même à terre, Egan Bernal (Ineos Grenadiers) est lui aussi retardé par la chute. Campenaerts est toujours seul en tête au sommet, Scaroni prend la 2e place devant Bilbao. Le groupe maillot vert, qui a perdu Leemreize, rentre sur le groupe de poursuite au km 44. Des cassures apparaissent dans le peloton dans la descente, le groupe maillot vert est repris par la première partie du peloton à 65 km de l'arrivée. Campenaerts passe en tête au sommet de la côte de Berre-les-Alpes, avec 20 secondes d'avance sur Scaroni et le maillot vert. On retrouve alors 23 coureurs derrière l'homme de tête : Pacher, De Plus, Pedersen, Izagirre, Bilbao, Costiou, Battistella, Scaroni, Guerreiro et Barta ont été rejoints par Primož Roglič, Aleksandr Vlasov (Bora-Hansgrohe), le champion de Belgique Remco Evenepoel, Mattia Cattaneo (Soudal-Quick Step), le maillot jaune Brandon McNulty, Felix Großschartner (UAE Emirates), le maillot blanc Matteo Jorgenson, Koen Bouwman, Wilco Kelderman (Visma-Lease a Bike), le champion du Danemark Mattias Skjelmose (Lidl-Trek), Chris Harper et le champion d'Australie Lucas Plapp (Jayco-AlUla).
Campenaerts est repris à 6 km du sommet de la côte de Peille, Evenepoel attaque, suivi par le maillot blanc, Vlasov, le maillot jaune, Skjelmose et Roglič. Großschartner, Kelderman, Harper, Plapp et Scaroni recollent un peu plus loin, Harper va alors prendre les commandes du groupe. Le champion de Belgique accélère de nouveau à 5,2 km du sommet, sans succès. Le groupe Bernal, dans lequel on retrouve notamment João Almeida (UAE Emirates) et Felix Gall (Decathlon-AG2R La Mondiale), est alors pointé à 45 secondes du groupe maillot jaune, mené par Großschartner. Evenepoel attaque à 3 km du sommet, seul Jorgenson peut suivre. Le maillot jaune tente de suivre mais se rassoit, rejoint ensuite par Vlasov. Ce dernier fait le jump sur le duo de tête à 1,3 km du sommet. McNulty est repris dans les 500 derniers mètres de l'ascension par le champion du Danemark, Roglič, le champion d'Australie et Scaroni. Le groupe Bernal est alors pointé à 55 secondes du trio de tête. Vlasov sprinte pour devancer au sommet le maillot blanc et le belge, tandis que 10 secondes plus tard Scaroni prend les points de la 4e place, revenant ainsi à hauteur de Mathieu Burgaudeau (TotalEnergies) en tête du classement de la montagne.
Le trio de tête possède 30 seconde d'avance sur le groupe maillot jaune à 35 km de l'arrivée. L'écart entre les deux groupes passe au-delà de la minute à 29 km du but. Evenepoel mène le groupe de tête dans le col d'Èze, mais c'est Jorgenson qui remporte le sprint intermédiaire, devant Evenepoel et Vlasov. Alors que Roglič est distancé sur la fin de l'ascension, le groupe maillot jaune franchit la ligne 1 minute 20 plus tard. À 17 km de l'arrivée, le trio de tête possède 1 minute 38 sur le groupe maillot jaune, dans lequel Roglič a fait son retour, et 2 minutes sur le groupe Bernal. Les hommes de tête abordent le col des Quatre Chemins avec 1 minute 50 d'avance sur le groupe maillot jaune, 2 minutes 05 sur le groupe Bernal. Le groupe Bernal recolle sur le groupe maillot jaune dans les premières pentes. Roglič est ensuite rapidement distancé. En tête, Vlasov lâche prise à 1,4 km du sommet. Dans le dernier kilomètre, le groupe maillot jaune explose, McNulty n'est plus accompagné que du champion du Danemark. Le champion de Belgique devance le maillot blanc au sommet, s'adjugeant ainsi le classement de la montagne. Vlasov passe avec 35 secondes de retard, McNulty et Skjelmose avec 2 minutes 10.
À 3 km de la ligne, le duo de tête possède 41 secondes d'avance sur Vlasov et 1 minute 51 sur les deux poursuivants. Remco Evenepoel lance le sprint et s'impose facilement face à Matteo Jorgenson, remportant ainsi le classement par points. Vlasov concède 50 secondes, le champion du Danemark et le maillot jaune 1 minute 39. Le groupe Bernal termine avec 2 minutes 13 de retard. Kelderman, victime d'une chute dans les 3 km, est reclassé dans les temps de ce groupe. Roglič est 16e à 4 minutes 04 ; Aurélien Paret-Peintre (Décathlon-AG2R La Mondiale), 24e à 7 minutes 51. En plus du classement du meilleur jeune, Jorgenson remporte ainsi ce Paris-Nice, avec 30 secondes d'avance sur Evenepoel. À 1 minute 47 du maillot jaune, Brandon McNulty complète le podium final, avec 35 secondes d'avance sur Mattias Skjelmose. Aleksandr Vlasov grimpe à la 5e place, à près de 3 minutes. Le champion d'Australie recule donc d'un rang, tandis qu'une minute plus tard, Egan Bernal et Wilco Kelderman conservent leurs positions. Felix Gall fait son entrée dans le Top 10, complété par Primož Roglič.
| \| Classement de l'étape \| Classement de l'étape \| Classement de l'étape \| Classement de l'étape \| Classement de l'étape \| \| Coureur \| Coureur \| Pays \| Équipe \| Temps \| \| --------------------- \| --------------------- \| --------------------- \| -------------------------- \| --------------------- \| \| 1er \| Remco Evenepoel \| Belgique \| Soudal Quick-Step \| 2 h 50 min 03 s \| \| 2e \| Matteo Jorgenson \| États-Unis \| Team Visma \\| Lease a Bike \| + 0 s \| \| 3e \| Aleksandr Vlasov \| Bannière neutre \| Bora-Hansgrohe \| + 50 s \| \| 4e \| Mattias Skjelmose \| Danemark \| Lidl-Trek \| + 1 min 39 s \| \| 5e \| Brandon McNulty \| États-Unis \| UAE Team Emirates \| + 1 min 39 s \| \| 6e \| Samuele Battistella \| Italie \| Astana Qazaqstan Team \| + 2 min 13 s \| \| 7e \| Michael Storer \| Australie \| Tudor Pro Cycling Team \| + 2 min 13 s \| \| 8e \| Felix Gall \| Autriche \| Decathlon-AG2R La Mondiale \| + 2 min 13 s \| \| 9e \| Egan Bernal \| Colombie \| Ineos Grenadiers \| + 2 min 13 s \| \| 10e \| Luke Plapp \| Australie \| Team Jayco AlUla \| + 2 min 13 s \| |                     |                 |                            |                 |
| |                     |                 |                            |                 |
| Source : ProCyclingStats |                     |                 |                            |                 |
| Classement de l'étape |                     |                 |                            |                 |
| Coureur | Coureur             | Pays            | Équipe                     | Temps           |
| 1er | Remco Evenepoel     | Belgique        | Soudal Quick-Step          | 2 h 50 min 03 s |
| 2e | Matteo Jorgenson    | États-Unis      | Team Visma \| Lease a Bike | + 0 s           |
| 3e | Aleksandr Vlasov    | Bannière neutre | Bora-Hansgrohe             | + 50 s          |
| 4e | Mattias Skjelmose   | Danemark        | Lidl-Trek                  | + 1 min 39 s    |
| 5e | Brandon McNulty     | États-Unis      | UAE Team Emirates          | + 1 min 39 s    |
| 6e | Samuele Battistella | Italie          | Astana Qazaqstan Team      | + 2 min 13 s    |
| 7e | Michael Storer      | Australie       | Tudor Pro Cycling Team     | + 2 min 13 s    |
| 8e | Felix Gall          | Autriche        | Decathlon-AG2R La Mondiale | + 2 min 13 s    |
| 9e | Egan Bernal         | Colombie        | Ineos Grenadiers           | + 2 min 13 s    |
| 10e | Luke Plapp          | Australie       | Team Jayco AlUla           | + 2 min 13 s    |

## Classements finals

### Classement général
| \| Classement général \| Classement général \| Classement général \| Classement général \| Classement général \| \| Coureur \| Coureur \| Pays \| Équipe \| Temps \| \| ------------------ \| ------------------ \| ------------------ \| -------------------------- \| ------------------ \| \| 1er \| Matteo Jorgenson \| États-Unis \| Team Visma \\| Lease a Bike \| 27 h 50 min 23 s \| \| 2e \| Remco Evenepoel \| Belgique \| Soudal Quick-Step \| + 30 s \| \| 3e \| Brandon McNulty \| États-Unis \| UAE Team Emirates \| + 1 min 47 s \| \| 4e \| Mattias Skjelmose \| Danemark \| Lidl-Trek \| + 2 min 22 s \| \| 5e \| Aleksandr Vlasov \| Bannière neutre \| Bora-Hansgrohe \| + 2 min 57 s \| \| 6e \| Luke Plapp \| Australie \| Team Jayco AlUla \| + 3 min 08 s \| \| 7e \| Egan Bernal \| Colombie \| Ineos Grenadiers \| + 4 min 03 s \| \| 8e \| Wilco Kelderman \| Pays-Bas \| Team Visma \\| Lease a Bike \| + 4 min 04 s \| \| 9e \| Felix Gall \| Autriche \| Decathlon-AG2R La Mondiale \| + 4 min 35 s \| \| 10e \| Primož Roglič \| Slovénie \| Bora-Hansgrohe \| + 5 min 33 s \| |                   |                 |                            |                  |
| |                   |                 |                            |                  |
| Source : ProCyclingStats |                   |                 |                            |                  |
| Classement général |                   |                 |                            |                  |
| Coureur | Coureur           | Pays            | Équipe                     | Temps            |
| 1er | Matteo Jorgenson  | États-Unis      | Team Visma \| Lease a Bike | 27 h 50 min 23 s |
| 2e | Remco Evenepoel   | Belgique        | Soudal Quick-Step          | + 30 s           |
| 3e | Brandon McNulty   | États-Unis      | UAE Team Emirates          | + 1 min 47 s     |
| 4e | Mattias Skjelmose | Danemark        | Lidl-Trek                  | + 2 min 22 s     |
| 5e | Aleksandr Vlasov  | Bannière neutre | Bora-Hansgrohe             | + 2 min 57 s     |
| 6e | Luke Plapp        | Australie       | Team Jayco AlUla           | + 3 min 08 s     |
| 7e | Egan Bernal       | Colombie        | Ineos Grenadiers           | + 4 min 03 s     |
| 8e | Wilco Kelderman   | Pays-Bas        | Team Visma \| Lease a Bike | + 4 min 04 s     |
| 9e | Felix Gall        | Autriche        | Decathlon-AG2R La Mondiale | + 4 min 35 s     |
| 10e | Primož Roglič     | Slovénie        | Bora-Hansgrohe             | + 5 min 33 s     |

| Classement par points | Classement par points | Classement par points | Classement par points      | Classement par points |
| Coureur               | Coureur               | Pays                  | Équipe                     | Points                |
| --------------------- | --------------------- | --------------------- | -------------------------- | --------------------- |
| 1er                   | Remco Evenepoel       | Belgique              | Soudal Quick-Step          | 69 pts                |
| 2e                    | Mattias Skjelmose     | Danemark              | Lidl-Trek                  | 61 pts                |
| 3e                    | Matteo Jorgenson      | États-Unis            | Team Visma \| Lease a Bike | 61 pts                |
| 4e                    | Mads Pedersen         | Danemark              | Lidl-Trek                  | 60 pts                |
| 5e                    | Laurence Pithie       | Nouvelle-Zélande      | Groupama-FDJ               | 56 pts                |
| 6e                    | Danny van Poppel      | Pays-Bas              | Bora-Hansgrohe             | 44 pts                |
| 7e                    | Aleksandr Vlasov      | Bannière neutre       | Bora-Hansgrohe             | 29 pts                |
| 8e                    | Brandon McNulty       | États-Unis            | UAE Team Emirates          | 27 pts                |
| 9e                    | Matteo Trentin        | Italie                | Tudor Pro Cycling Team     | 24 pts                |
| 10e                   | Egan Bernal           | Colombie              | Ineos Grenadiers           | 23 pts                |

| Classement par points | Classement par points | Classement par points | Classement par points      | Classement par points |
| Coureur               | Coureur               | Pays                  | Équipe                     | Points                |
| --------------------- | --------------------- | --------------------- | -------------------------- | --------------------- |
| 1er                   | Remco Evenepoel       | Belgique              | Soudal Quick-Step          | 69 pts                |
| 2e                    | Mattias Skjelmose     | Danemark              | Lidl-Trek                  | 61 pts                |
| 3e                    | Matteo Jorgenson      | États-Unis            | Team Visma \| Lease a Bike | 61 pts                |
| 4e                    | Mads Pedersen         | Danemark              | Lidl-Trek                  | 60 pts                |
| 5e                    | Laurence Pithie       | Nouvelle-Zélande      | Groupama-FDJ               | 56 pts                |
| 6e                    | Danny van Poppel      | Pays-Bas              | Bora-Hansgrohe             | 44 pts                |
| 7e                    | Aleksandr Vlasov      | Bannière neutre       | Bora-Hansgrohe             | 29 pts                |
| 8e                    | Brandon McNulty       | États-Unis            | UAE Team Emirates          | 27 pts                |
| 9e                    | Matteo Trentin        | Italie                | Tudor Pro Cycling Team     | 24 pts                |
| 10e                   | Egan Bernal           | Colombie              | Ineos Grenadiers           | 23 pts                |

| Classement de la montagne | Classement de la montagne | Classement de la montagne | Classement de la montagne  | Classement de la montagne |
| Coureur                   | Coureur                   | Pays                      | Équipe                     | Points                    |
| ------------------------- | ------------------------- | ------------------------- | -------------------------- | ------------------------- |
| 1er                       | Remco Evenepoel           | Belgique                  | Soudal Quick-Step          | 47 pts                    |
| 2e                        | Mathieu Burgaudeau        | France                    | TotalEnergies              | 44 pts                    |
| 3e                        | Christian Scaroni         | Italie                    | Astana Qazaqstan Team      | 44 pts                    |
| 4e                        | Aleksandr Vlasov          | Bannière neutre           | Bora-Hansgrohe             | 41 pts                    |
| 5e                        | Matteo Jorgenson          | États-Unis                | Team Visma \| Lease a Bike | 27 pts                    |
| 6e                        | Victor Campenaerts        | Belgique                  | Lotto Dstny                | 16 pts                    |
| 7e                        | Mattias Skjelmose         | Danemark                  | Lidl-Trek                  | 14 pts                    |
| 8e                        | Jonas Rutsch              | Allemagne                 | EF Education-EasyPost      | 13 pts                    |
| 9e                        | Luke Plapp                | Australie                 | Team Jayco AlUla           | 11 pts                    |
| 10e                       | Primož Roglič             | Slovénie                  | Bora-Hansgrohe             | 10 pts                    |

| Classement de la montagne | Classement de la montagne | Classement de la montagne | Classement de la montagne  | Classement de la montagne |
| Coureur                   | Coureur                   | Pays                      | Équipe                     | Points                    |
| ------------------------- | ------------------------- | ------------------------- | -------------------------- | ------------------------- |
| 1er                       | Remco Evenepoel           | Belgique                  | Soudal Quick-Step          | 47 pts                    |
| 2e                        | Mathieu Burgaudeau        | France                    | TotalEnergies              | 44 pts                    |
| 3e                        | Christian Scaroni         | Italie                    | Astana Qazaqstan Team      | 44 pts                    |
| 4e                        | Aleksandr Vlasov          | Bannière neutre           | Bora-Hansgrohe             | 41 pts                    |
| 5e                        | Matteo Jorgenson          | États-Unis                | Team Visma \| Lease a Bike | 27 pts                    |
| 6e                        | Victor Campenaerts        | Belgique                  | Lotto Dstny                | 16 pts                    |
| 7e                        | Mattias Skjelmose         | Danemark                  | Lidl-Trek                  | 14 pts                    |
| 8e                        | Jonas Rutsch              | Allemagne                 | EF Education-EasyPost      | 13 pts                    |
| 9e                        | Luke Plapp                | Australie                 | Team Jayco AlUla           | 11 pts                    |
| 10e                       | Primož Roglič             | Slovénie                  | Bora-Hansgrohe             | 10 pts                    |

| Classement du meilleur jeune | Classement du meilleur jeune | Classement du meilleur jeune | Classement du meilleur jeune | Classement du meilleur jeune |
| Coureur                      | Coureur                      | Pays                         | Équipe                       | Temps                        |
| ---------------------------- | ---------------------------- | ---------------------------- | ---------------------------- | ---------------------------- |
| 1er                          | Matteo Jorgenson             | États-Unis                   | Team Visma \| Lease a Bike   | 27 h 50 min 23 s             |
| 2e                           | Remco Evenepoel              | Belgique                     | Soudal Quick-Step            | + 30 s                       |
| 3e                           | Mattias Skjelmose            | Danemark                     | Lidl-Trek                    | + 2 min 22 s                 |
| 4e                           | Luke Plapp                   | Australie                    | Team Jayco AlUla             | + 3 min 08 s                 |
| 5e                           | Ewen Costiou                 | France                       | Arkéa-B&B Hotels             | + 16 min 25 s                |
| 6e                           | Ilan Van Wilder              | Belgique                     | Soudal Quick-Step            | + 24 min 11 s                |
| 7e                           | Carlos Rodríguez             | Espagne                      | Ineos Grenadiers             | + 39 min 21 s                |
| 8e                           | Jon Barrenetxea              | Espagne                      | Movistar Team                | + 57 min 23 s                |
| 9e                           | Jordan Jegat                 | France                       | TotalEnergies                | + 1 h 01 min 12 s            |
| 10e                          | Finn Fisher-Black            | Nouvelle-Zélande             | UAE Team Emirates            | + 1 h 06 min 36 s            |

| Classement du meilleur jeune | Classement du meilleur jeune | Classement du meilleur jeune | Classement du meilleur jeune | Classement du meilleur jeune |
| Coureur                      | Coureur                      | Pays                         | Équipe                       | Temps                        |
| ---------------------------- | ---------------------------- | ---------------------------- | ---------------------------- | ---------------------------- |
| 1er                          | Matteo Jorgenson             | États-Unis                   | Team Visma \| Lease a Bike   | 27 h 50 min 23 s             |
| 2e                           | Remco Evenepoel              | Belgique                     | Soudal Quick-Step            | + 30 s                       |
| 3e                           | Mattias Skjelmose            | Danemark                     | Lidl-Trek                    | + 2 min 22 s                 |
| 4e                           | Luke Plapp                   | Australie                    | Team Jayco AlUla             | + 3 min 08 s                 |
| 5e                           | Ewen Costiou                 | France                       | Arkéa-B&B Hotels             | + 16 min 25 s                |
| 6e                           | Ilan Van Wilder              | Belgique                     | Soudal Quick-Step            | + 24 min 11 s                |
| 7e                           | Carlos Rodríguez             | Espagne                      | Ineos Grenadiers             | + 39 min 21 s                |
| 8e                           | Jon Barrenetxea              | Espagne                      | Movistar Team                | + 57 min 23 s                |
| 9e                           | Jordan Jegat                 | France                       | TotalEnergies                | + 1 h 01 min 12 s            |
| 10e                          | Finn Fisher-Black            | Nouvelle-Zélande             | UAE Team Emirates            | + 1 h 06 min 36 s            |

| Classement par équipes | Classement par équipes     | Classement par équipes | Classement par équipes |
| Équipe                 | Équipe                     | Pays                   | Temps                  |
| ---------------------- | -------------------------- | ---------------------- | ---------------------- |
| 1re                    | UAE Team Emirates          | Émirats arabes unis    | 83 h 51 min 18 s       |
| 2e                     | Team Visma \| Lease a Bike | Pays-Bas               | + 7 min 45 s           |
| 3e                     | Soudal Quick-Step          | Belgique               | + 8 min 18 s           |
| 4e                     | Bora-Hansgrohe             | Allemagne              | + 22 min 49 s          |
| 5e                     | Ineos Grenadiers           | Royaume-Uni            | + 25 min 19 s          |
| 6e                     | Decathlon-AG2R La Mondiale | France                 | + 38 min 22 s          |
| 7e                     | Bahrain Victorious         | Bahreïn                | + 1 h 15 min 26 s      |
| 8e                     | Movistar Team              | Espagne                | + 1 h 15 min 47 s      |
| 9e                     | Astana Qazaqstan Team      | Kazakhstan             | + 1 h 29 min 34 s      |
| 10e                    | Lidl-Trek                  | États-Unis             | + 1 h 32 min 40 s      |

| Classement par équipes | Classement par équipes     | Classement par équipes | Classement par équipes |
| Équipe                 | Équipe                     | Pays                   | Temps                  |
| ---------------------- | -------------------------- | ---------------------- | ---------------------- |
| 1re                    | UAE Team Emirates          | Émirats arabes unis    | 83 h 51 min 18 s       |
| 2e                     | Team Visma \| Lease a Bike | Pays-Bas               | + 7 min 45 s           |
| 3e                     | Soudal Quick-Step          | Belgique               | + 8 min 18 s           |
| 4e                     | Bora-Hansgrohe             | Allemagne              | + 22 min 49 s          |
| 5e                     | Ineos Grenadiers           | Royaume-Uni            | + 25 min 19 s          |
| 6e                     | Decathlon-AG2R La Mondiale | France                 | + 38 min 22 s          |
| 7e                     | Bahrain Victorious         | Bahreïn                | + 1 h 15 min 26 s      |
| 8e                     | Movistar Team              | Espagne                | + 1 h 15 min 47 s      |
| 9e                     | Astana Qazaqstan Team      | Kazakhstan             | + 1 h 29 min 34 s      |
| 10e                    | Lidl-Trek                  | États-Unis             | + 1 h 32 min 40 s      |

## Évolution des classements
Le classement général, dont le leader porte le maillot jaune et blanc, s'établit en additionnant les temps réalisés à chaque étape, puis en ôtant d'éventuelles bonifications (10, 6 et 4 s à l'arrivée des étapes en ligne et 6, 4 et 2 s à chaque sprint intermédiaire). En cas d'égalité, les critères de départage, dans l'ordre, sont : centièmes de seconde enregistrés lors du contre-la-montre, addition des places obtenues lors de chaque étape, place obtenue lors de la dernière étape.
Le classement par points, dont le leader porte le maillot vert, est l'addition des points attribués à l'arrivée des étapes (25, 22, 20, 18, 16, 14, 12, 10, 8 et 6 pts, lors des 1re, 2e et 5e étapes ; 15, 12, 10, 8 et 6 points, puis en ôtant 1 pt par place perdue jusqu'au 10e, qui reçoit donc 1 pt, lors des autres étapes en ligne) et aux sprints intermédiaires (10, 6 et 4 points). En cas d'égalité de points, les critères de départage, dans l'ordre, sont : nombre de victoires d'étape, de sprints intermédiaires, classement général.
Le classement du meilleur grimpeur, dont le leader porte le maillot à pois, consiste en l'addition des points obtenus au sommet des ascensions de 1re (10, 5, 3, 2 et 1 pts), 2e (5, 3, 2 et 1 pts) et 3e (3, 2 et 1 pts) catégorie. Les points sont doublés lors de la dernière ascension de chaque étape. En cas d'égalité de points, les critères de départage, dans l'ordre, sont : nombre de premières places dans les ascensions de 1re, puis de 2e, enfin de 3e catégorie, classement général.
Le classement du meilleur jeune, dont le leader porte le maillot blanc, est le classement général des coureurs nés depuis le 1er janvier 1999.
Le classement par équipes de l'étape est l'addition des trois meilleurs temps individuels de chaque équipe. En cas d'égalité, les critères de départage, dans l'ordre, sont : addition des places des trois premiers coureurs des équipes concernées, place du meilleur coureur sur l'étape. Calculer le classement par équipes revient à additionner les classements par équipes de chaque étape. En cas d'égalité, les critères de départage, dans l'ordre, sont : nombre de premières places dans le classement par équipes du jour, nombre de deuxièmes places dans le classement par équipes du jour, etc., place au classement général du meilleur coureur des équipes concernées.
Un prix de la combativité est attribué à chaque étape en ligne par un jury, pour récompenser « le coureur le plus généreux dans l’effort et manifestant le meilleur esprit sportif ». Le coureur ainsi récompensé porte un dossard doré lors de l'étape suivante.
| Étape              | Vainqueur          | Classement général | Classement par points | Classement de la montagne | Classement du meilleur jeune | Classement par équipes | Prix de la combativité |
| ------------------ | ------------------ | ------------------ | --------------------- | ------------------------- | ---------------------------- | ---------------------- | ---------------------- |
| 1                  | Olav Kooij         | Olav Kooij         | Olav Kooij            | Jonas Rutsch              | Olav Kooij                   | Visma-Lease a Bike     | Jonas Rutsch           |
| 2                  | Arvid de Kleijn    | Laurence Pithie    | Laurence Pithie       | Mathieu Burgaudeau        | Laurence Pithie              | Visma-Lease a Bike     | Mathieu Burgaudeau     |
| 3                  | UAE Emirates       | Brandon McNulty    | Laurence Pithie       | Mathieu Burgaudeau        | Finn Fisher-Black            | UAE Emirates           | non décerné            |
| 4                  | Santiago Buitrago  | Luke Plapp         | Laurence Pithie       | Mathieu Burgaudeau        | Luke Plapp                   | Ineos Grenadiers       | Christian Scaroni      |
| 5                  | Olav Kooij         | Luke Plapp         | Mads Pedersen         | Mathieu Burgaudeau        | Luke Plapp                   | Ineos Grenadiers       | Pierre Latour          |
| 6                  | Mattias Skjelmose  | Brandon McNulty    | Mads Pedersen         | Mathieu Burgaudeau        | Matteo Jorgenson             | UAE Emirates           | Mads Pedersen          |
| 7                  | Aleksandr Vlasov   | Brandon McNulty    | Mads Pedersen         | Mathieu Burgaudeau        | Matteo Jorgenson             | UAE Emirates           | Johan Jacobs           |
| 8                  | Remco Evenepoel    | Matteo Jorgenson   | Remco Evenepoel       | Remco Evenepoel           | Matteo Jorgenson             | UAE Emirates           | Remco Evenepoel        |
| Classements finals | Classements finals | Matteo Jorgenson   | Remco Evenepoel       | Remco Evenepoel           | Matteo Jorgenson             | UAE Emirates           | non décerné            |

## Liste des participants
- Liste de départ complète

| Légende                             | Légende                                                                                         | Légende                         | Légende                                                                                                  |
| ----------------------------------- | ----------------------------------------------------------------------------------------------- | ------------------------------- | --- |
| Num                                 | Dossard de départ porté par le coureur sur ce Paris-Nice                                        | Pos                             | Position finale au classement général                                                                    |
| Leader du classement général        | Indique le vainqueur du classement général                                                      | Leader du classement par points | Indique le vainqueur du classement par points                                                            |
| Leader du classement de la montagne | Indique le vainqueur du classement de la montagne                                               |                                 | Indique un maillot de champion national ou mondial, suivi de sa spécialité                               |
| #                                   | Indique la meilleure équipe                                                                     | NP                              | Indique un coureur qui n'a pas pris le départ d'une étape, suivi du numéro de l'étape où il s'est retiré |
| AB                                  | Indique un coureur qui n'a pas terminé une étape, suivi du numéro de l'étape où il s'est retiré | HD                              | Indique un coureur qui a terminé une étape hors des délais, suivi du numéro de l'étape                   |
| DSQ                                 | Indique un coureur qui a été disqualifié de la course, suivi du numéro de l'étape               |                                 | |

| Bora-Hansgrohe BOH                         | Bora-Hansgrohe BOH     | Bora-Hansgrohe BOH |
| ------------------------------------------ | ---------------------- | ------------------ |
| Num                                        | Coureur                | Pos                |
| 1                                          | Primož Roglič (SLO)    | 10e                |
| 2                                          | Nico Denz (GER)        |                    |
| 3                                          | Marco Haller (AUT)     |                    |
| 4                                          | Bob Jungels (LUX)      |                    |
| 5                                          | Matteo Sobrero (ITA)   |                    |
| 6                                          | Danny van Poppel (NED) |                    |
| 7                                          | Aleksandr Vlasov       |                    |
| Directeur sportif : Rolf Aldag, Patxi Vila |                        |                    |

| Groupama-FDJ GFC                                       | Groupama-FDJ GFC        | Groupama-FDJ GFC |
| ------------------------------------------------------ | ----------------------- | ---------------- |
| Num                                                    | Coureur                 | Pos              |
| 11                                                     | David Gaudu (FRA)       | NP-8             |
| 12                                                     | Sven Erik Bystrøm (NOR) |                  |
| 13                                                     | Kevin Geniets (LUX)     | AB-8             |
| 14                                                     | Quentin Pacher (FRA)    |                  |
| 15                                                     | Laurence Pithie (NZL)   |                  |
| 16                                                     | Clément Russo (FRA)     |                  |
| 17                                                     | Samuel Watson (GBR)     |                  |
| Directeur sportif : Thierry Bricaud, Benoît Vaugrenard |                         |                  |

| Soudal Quick-Step SOQ                          | Soudal Quick-Step SOQ                   | Soudal Quick-Step SOQ |
| ---------------------------------------------- | --------------------------------------- | --------------------- |
| Num                                            | Coureur                                 | Pos                   |
| 21                                             | Remco Evenepoel (BEL) (route et chrono) | 2e                    |
| 22                                             | Mattia Cattaneo (ITA)                   |                       |
| 23                                             | Yves Lampaert (BEL)                     |                       |
| 24                                             | Gianni Moscon (ITA)                     |                       |
| 25                                             | Casper Pedersen (DEN)                   |                       |
| 26                                             | Ilan Van Wilder (BEL)                   |                       |
| 27                                             | Louis Vervaeke (BEL)                    |                       |
| Directeur sportif : Tom Steels, Klaas Lodewyck |                                         |                       |

| UAE Team Emirates UAD                                | UAE Team Emirates UAD          | UAE Team Emirates UAD |
| ---------------------------------------------------- | ------------------------------ | --------------------- |
| Num                                                  | Coureur                        | Pos                   |
| 31                                                   | João Almeida (POR) (chrono)    |                       |
| 32                                                   | Finn Fisher-Black (NZL)        |                       |
| 33                                                   | Felix Großschartner (AUT)      |                       |
| 34                                                   | Brandon McNulty (USA) (chrono) |                       |
| 35                                                   | Nils Politt (GER) (chrono)     |                       |
| 36                                                   | Marc Soler (ESP)               | AB-4                  |
| 37                                                   | Jay Vine (AUS)                 |                       |
| Directeur sportif : Marco Marcato, Simone Pedrazzini |                                |                       |

| Team Visma \| Lease a Bike TVL               | Team Visma \| Lease a Bike TVL | Team Visma \| Lease a Bike TVL |
| -------------------------------------------- | ------------------------------ | ------------------------------ |
| Num                                          | Coureur                        | Pos                            |
| 41                                           | Matteo Jorgenson (USA)         |                                |
| 42                                           | Edoardo Affini (ITA)           |                                |
| 43                                           | Koen Bouwman (NED)             |                                |
| 44                                           | Wilco Kelderman (NED)          |                                |
| 45                                           | Olav Kooij (NED)               | AB-8                           |
| 46                                           | Tim van Dijke (NED)            |                                |
| 47                                           | Mick van Dijke (NED)           |                                |
| Directeur sportif : Marc Reef, Frans Maassen |                                |                                |

| Ineos Grenadiers IGD                                | Ineos Grenadiers IGD                | Ineos Grenadiers IGD |
| --------------------------------------------------- | ----------------------------------- | -------------------- |
| Num                                                 | Coureur                             | Pos                  |
| 51                                                  | Egan Bernal (COL)                   |                      |
| 52                                                  | Jonathan Castroviejo (ESP) (chrono) |                      |
| 53                                                  | Laurens De Plus (BEL)               |                      |
| 54                                                  | Omar Fraile (ESP)                   |                      |
| 55                                                  | Carlos Rodríguez (ESP)              |                      |
| 56                                                  | Joshua Tarling (GBR) (chrono)       |                      |
| 57                                                  | Ben Turner (GBR)                    |                      |
| Directeur sportif : Christian Knees, Steve Cummings |                                     |                      |

| Lidl-Trek LTK                                   | Lidl-Trek LTK                        | Lidl-Trek LTK |
| ----------------------------------------------- | ------------------------------------ | ------------- |
| Num                                             | Coureur                              | Pos           |
| 61                                              | Mads Pedersen (DEN)                  |               |
| 62                                              | Julien Bernard (FRA)                 |               |
| 63                                              | Tim Declercq (BEL)                   |               |
| 64                                              | Ryan Gibbons (RSA) (route et chrono) |               |
| 65                                              | Otto Vergaerde (BEL)                 |               |
| 66                                              | Mattias Skjelmose (DEN) (route)      |               |
| 67                                              | Jasper Stuyven (BEL)                 |               |
| Directeur sportif : Michael Schär, Grégory Rast |                                      |               |

| Decathlon-AG2R La Mondiale DAT                    | Decathlon-AG2R La Mondiale DAT | Decathlon-AG2R La Mondiale DAT |
| ------------------------------------------------- | ------------------------------ | ------------------------------ |
| Num                                               | Coureur                        | Pos                            |
| 71                                                | Felix Gall (AUT)               |                                |
| 72                                                | Bruno Armirail (FRA)           |                                |
| 73                                                | Sam Bennett (IRL)              |                                |
| 74                                                | Dries De Bondt (BEL)           |                                |
| 75                                                | Dorian Godon (FRA)             |                                |
| 76                                                | Oliver Naesen (BEL)            | NP-4                           |
| 77                                                | Aurélien Paret-Peintre (FRA)   |                                |
| Directeur sportif : Julien Jurdie, Sébastien Joly |                                |                                |

| Team Jayco AlUla JAY              | Team Jayco AlUla JAY               | Team Jayco AlUla JAY |
| --------------------------------- | ---------------------------------- | -------------------- |
| Num                               | Coureur                            | Pos                  |
| 81                                | Michael Matthews (AUS)             | AB-4                 |
| 82                                | Luke Durbridge (AUS)               |                      |
| 83                                | Dylan Groenewegen (NED)            | NP-7                 |
| 84                                | Chris Harper (AUS)                 |                      |
| 85                                | Luka Mezgec (SLO)                  | AB-7                 |
| 86                                | Luke Plapp (AUS) (route et chrono) |                      |
| 87                                | Elmar Reinders (NED)               | NP-8                 |
| Directeur sportif : Mathew Hayman |                                    |                      |

| Cofidis COF                                            | Cofidis COF                | Cofidis COF |
| ------------------------------------------------------ | -------------------------- | ----------- |
| Num                                                    | Coureur                    | Pos         |
| 91                                                     | Ion Izagirre (ESP)         |             |
| 92                                                     | Bryan Coquard (FRA)        | AB-6        |
| 93                                                     | Nicolas Debeaumarché (FRA) |             |
| 94                                                     | Alexis Gougeard (FRA)      | AB-6        |
| 95                                                     | Gorka Izagirre (ESP)       | AB-4        |
| 96                                                     | Anthony Perez (FRA)        |             |
| 97                                                     | Benjamin Thomas (FRA)      |             |
| Directeur sportif : Bingen Fernández, Jean-Luc Jonrond |                            |             |

| Bahrain Victorious TBV                             | Bahrain Victorious TBV    | Bahrain Victorious TBV |
| -------------------------------------------------- | ------------------------- | ---------------------- |
| Num                                                | Coureur                   | Pos                    |
| 101                                                | Pello Bilbao (ESP)        |                        |
| 102                                                | Santiago Buitrago (COL)   | AB-8                   |
| 103                                                | Kamil Gradek (POL)        |                        |
| 104                                                | Jack Haig (AUS)           |                        |
| 105                                                | Dušan Rajović (SRB)       |                        |
| 106                                                | Jasha Sütterlin (GER)     |                        |
| 107                                                | Fred Wright (GBR) (route) |                        |
| Directeur sportif : Enrico Poitschke, Michał Gołaś |                           |                        |

| Arkéa-B&B Hotels ARK                                 | Arkéa-B&B Hotels ARK      | Arkéa-B&B Hotels ARK |
| ---------------------------------------------------- | ------------------------- | -------------------- |
| Num                                                  | Coureur                   | Pos                  |
| 111                                                  | Arnaud Démare (FRA)       | NP-7                 |
| 112                                                  | Clément Champoussin (FRA) |                      |
| 113                                                  | Ewen Costiou (FRA)        |                      |
| 114                                                  | Donavan Grondin (FRA)     | AB-6                 |
| 115                                                  | Thibault Guernalec (FRA)  |                      |
| 116                                                  | Łukasz Owsian (POL)       |                      |
| 117                                                  | Miles Scotson (AUS)       |                      |
| Directeur sportif : Arnaud Gérard, Sébastien Hinault |                           |                      |

| Lotto Dstny LTD                               | Lotto Dstny LTD          | Lotto Dstny LTD |
| --------------------------------------------- | ------------------------ | --------------- |
| Num                                           | Coureur                  | Pos             |
| 121                                           | Arnaud De Lie (BEL)      | NP-4            |
| 122                                           | Cédric Beullens (BEL)    |                 |
| 123                                           | Victor Campenaerts (BEL) |                 |
| 124                                           | Jasper De Buyst (BEL)    | AB-7            |
| 125                                           | Pascal Eenkhoorn (NED)   |                 |
| 126                                           | Mathijs Paasschens (NED) |                 |
| 127                                           | Brent Van Moer (BEL)     |                 |
| Directeur sportif : Tony Gallopin, Dirk Demol |                          |                 |

| EF Education-EasyPost EFE                              | EF Education-EasyPost EFE       | EF Education-EasyPost EFE |
| ------------------------------------------------------ | ------------------------------- | ------------------------- |
| Num                                                    | Coureur                         | Pos                       |
| 131                                                    | Rigoberto Urán (COL)            | AB-7                      |
| 132                                                    | Stefan Bissegger (SUI) (chrono) |                           |
| 133                                                    | Owain Doull (GBR)               |                           |
| 134                                                    | Andrea Piccolo (ITA)            | NP-5                      |
| 135                                                    | Jonas Rutsch (GER)              |                           |
| 136                                                    | Harry Sweeny (AUS)              |                           |
| 137                                                    | Michael Valgren (DEN)           |                           |
| Directeur sportif : Andreas Klier, Sebastian Langeveld |                                 |                           |

| Astana Qazaqstan Team AST                            | Astana Qazaqstan Team AST               | Astana Qazaqstan Team AST |
| ---------------------------------------------------- | --------------------------------------- | ------------------------- |
| Num                                                  | Coureur                                 | Pos                       |
| 141                                                  | Alexey Lutsenko (KAZ) (route et chrono) | AB-7                      |
| 142                                                  | Samuele Battistella (ITA)               |                           |
| 143                                                  | Anthon Charmig (DEN)                    |                           |
| 144                                                  | Christian Scaroni (ITA)                 |                           |
| 145                                                  | Rüdiger Selig (GER)                     | AB-6                      |
| 146                                                  | Harold Tejada (COL)                     |                           |
| 147                                                  | Dmitriy Gruzdev (KAZ)                   |                           |
| Directeur sportif : Alexandr Shefer, Dmitriy Fofonov |                                         |                           |

| Movistar Team MOV                               | Movistar Team MOV           | Movistar Team MOV |
| ----------------------------------------------- | --------------------------- | ----------------- |
| Num                                             | Coureur                     | Pos               |
| 151                                             | Ruben Guerreiro (POR)       |                   |
| 152                                             | Jon Barrenetxea (ESP)       |                   |
| 153                                             | William Barta (USA)         |                   |
| 154                                             | Rémi Cavagna (FRA) (chrono) |                   |
| 155                                             | Johan Jacobs (SUI)          |                   |
| 156                                             | Mathias Norsgaard (DEN)     |                   |
| 157                                             | Albert Torres (ESP)         |                   |
| Directeur sportif : Iván Velasco, Pablo Lastras |                             |                   |

| Team dsm-firmenich PostNL DFP                          | Team dsm-firmenich PostNL DFP | Team dsm-firmenich PostNL DFP |
| ------------------------------------------------------ | ----------------------------- | ----------------------------- |
| Num                                                    | Coureur                       | Pos                           |
| 161                                                    | Fabio Jakobsen (NED)          | AB-5                          |
| 162                                                    | Tobias Lund Andresen (DEN)    | NP-6                          |
| 163                                                    | Nils Eekhoff (NED)            | NP-6                          |
| 164                                                    | Gijs Leemreize (NED)          |                               |
| 165                                                    | Timo Roosen (NED)             | AB-7                          |
| 166                                                    | Martijn Tusveld (NED)         |                               |
| 167                                                    | Julius van den Berg (NED)     | AB-5                          |
| Directeur sportif : Pim Ligthart, Christian Guiberteau |                               |                               |

| Alpecin-Deceuninck ADC                                | Alpecin-Deceuninck ADC    | Alpecin-Deceuninck ADC |
| ----------------------------------------------------- | ------------------------- | ---------------------- |
| Num                                                   | Coureur                   | Pos                    |
| 171                                                   | Kaden Groves (AUS)        | AB-5                   |
| 172                                                   | Maurice Ballerstedt (GER) |                        |
| 173                                                   | Silvan Dillier (SUI)      | NP-6                   |
| 174                                                   | Robbe Ghys (BEL)          |                        |
| 175                                                   | Jason Osborne (GER)       |                        |
| 176                                                   | Edward Planckaert (BEL)   |                        |
| 177                                                   | Luca Vergallito (ITA)     |                        |
| Directeur sportif : Frederik Willems, Jens Keukeleire |                           |                        |

| Israel-Premier Tech IPT                                      | Israel-Premier Tech IPT   | Israel-Premier Tech IPT |
| ------------------------------------------------------------ | ------------------------- | ----------------------- |
| Num                                                          | Coureur                   | Pos                     |
| 181                                                          | Jakob Fuglsang (DEN)      |                         |
| 182                                                          | Pascal Ackermann (GER)    | NP-7                    |
| 183                                                          | Guillaume Boivin (CAN)    |                         |
| 184                                                          | Hugo Hofstetter (FRA)     | AB-6                    |
| 185                                                          | Hugo Houle (CAN)          |                         |
| 186                                                          | Michael Schwarzmann (GER) | NP-4                    |
| 187                                                          | Rick Zabel (GER)          | NP-7                    |
| Directeur sportif : Jonathan Patrick McCarty, Óscar Guerrero |                           |                         |

| Intermarché-Wanty IWA                                    | Intermarché-Wanty IWA           | Intermarché-Wanty IWA |
| -------------------------------------------------------- | ------------------------------- | --------------------- |
| Num                                                      | Coureur                         | Pos                   |
| 191                                                      | Gerben Thijssen (BEL)           | NP-7                  |
| 192                                                      | Lilian Calmejane (FRA)          |                       |
| 193                                                      | Dries De Pooter (BEL)           |                       |
| 194                                                      | Madis Mihkels (EST)             | NP-8                  |
| 195                                                      | Adrien Petit (FRA)              |                       |
| 196                                                      | Roel van Sintmaartensdijk (NED) | NP-3                  |
| 197                                                      | Georg Zimmermann (GER)          |                       |
| Directeur sportif : Pieter Vanspeybrouck, Steven De Neef |                                 |                       |

| TotalEnergies TEN                                  | TotalEnergies TEN        | TotalEnergies TEN |
| -------------------------------------------------- | ------------------------ | ----------------- |
| Num                                                | Coureur                  | Pos               |
| 201                                                | Mathieu Burgaudeau (FRA) |                   |
| 202                                                | Steff Cras (BEL)         |                   |
| 203                                                | Sandy Dujardin (FRA)     |                   |
| 204                                                | Jordan Jegat (FRA)       |                   |
| 205                                                | Pierre Latour (FRA)      | AB-7              |
| 206                                                | Anthony Turgis (FRA)     | AB-7              |
| 207                                                | Dries Van Gestel (BEL)   |                   |
| Directeur sportif : Benoît Génauzeau, Thibaut Macé |                          |                   |

| Tudor Pro Cycling Team TUD                           | Tudor Pro Cycling Team TUD | Tudor Pro Cycling Team TUD |
| ---------------------------------------------------- | -------------------------- | -------------------------- |
| Num                                                  | Coureur                    | Pos                        |
| 211                                                  | Michael Storer (AUS)       |                            |
| 212                                                  | Arvid de Kleijn (NED)      | AB-5                       |
| 213                                                  | Arthur Kluckers (LUX)      |                            |
| 214                                                  | Rick Pluimers (NED)        |                            |
| 215                                                  | Matteo Trentin (ITA)       |                            |
| 216                                                  | Yannis Voisard (SUI)       |                            |
| 217                                                  | Maikel Zijlaard (NED)      | AB-6                       |
| Directeur sportif : Bart Leysen, Sylvain Blanquefort |                            |                            |

| Bora-Hansgrohe BOH                         | Bora-Hansgrohe BOH     | Bora-Hansgrohe BOH |
| ------------------------------------------ | ---------------------- | ------------------ |
| Num                                        | Coureur                | Pos                |
| 1                                          | Primož Roglič (SLO)    | 10e                |
| 2                                          | Nico Denz (GER)        |                    |
| 3                                          | Marco Haller (AUT)     |                    |
| 4                                          | Bob Jungels (LUX)      |                    |
| 5                                          | Matteo Sobrero (ITA)   |                    |
| 6                                          | Danny van Poppel (NED) |                    |
| 7                                          | Aleksandr Vlasov       |                    |
| Directeur sportif : Rolf Aldag, Patxi Vila |                        |                    |

| Groupama-FDJ GFC                                       | Groupama-FDJ GFC        | Groupama-FDJ GFC |
| ------------------------------------------------------ | ----------------------- | ---------------- |
| Num                                                    | Coureur                 | Pos              |
| 11                                                     | David Gaudu (FRA)       | NP-8             |
| 12                                                     | Sven Erik Bystrøm (NOR) |                  |
| 13                                                     | Kevin Geniets (LUX)     | AB-8             |
| 14                                                     | Quentin Pacher (FRA)    |                  |
| 15                                                     | Laurence Pithie (NZL)   |                  |
| 16                                                     | Clément Russo (FRA)     |                  |
| 17                                                     | Samuel Watson (GBR)     |                  |
| Directeur sportif : Thierry Bricaud, Benoît Vaugrenard |                         |                  |

| Soudal Quick-Step SOQ                          | Soudal Quick-Step SOQ                   | Soudal Quick-Step SOQ |
| ---------------------------------------------- | --------------------------------------- | --------------------- |
| Num                                            | Coureur                                 | Pos                   |
| 21                                             | Remco Evenepoel (BEL) (route et chrono) | 2e                    |
| 22                                             | Mattia Cattaneo (ITA)                   |                       |
| 23                                             | Yves Lampaert (BEL)                     |                       |
| 24                                             | Gianni Moscon (ITA)                     |                       |
| 25                                             | Casper Pedersen (DEN)                   |                       |
| 26                                             | Ilan Van Wilder (BEL)                   |                       |
| 27                                             | Louis Vervaeke (BEL)                    |                       |
| Directeur sportif : Tom Steels, Klaas Lodewyck |                                         |                       |

| UAE Team Emirates UAD                                | UAE Team Emirates UAD          | UAE Team Emirates UAD |
| ---------------------------------------------------- | ------------------------------ | --------------------- |
| Num                                                  | Coureur                        | Pos                   |
| 31                                                   | João Almeida (POR) (chrono)    |                       |
| 32                                                   | Finn Fisher-Black (NZL)        |                       |
| 33                                                   | Felix Großschartner (AUT)      |                       |
| 34                                                   | Brandon McNulty (USA) (chrono) |                       |
| 35                                                   | Nils Politt (GER) (chrono)     |                       |
| 36                                                   | Marc Soler (ESP)               | AB-4                  |
| 37                                                   | Jay Vine (AUS)                 |                       |
| Directeur sportif : Marco Marcato, Simone Pedrazzini |                                |                       |

| Team Visma \| Lease a Bike TVL               | Team Visma \| Lease a Bike TVL | Team Visma \| Lease a Bike TVL |
| -------------------------------------------- | ------------------------------ | ------------------------------ |
| Num                                          | Coureur                        | Pos                            |
| 41                                           | Matteo Jorgenson (USA)         |                                |
| 42                                           | Edoardo Affini (ITA)           |                                |
| 43                                           | Koen Bouwman (NED)             |                                |
| 44                                           | Wilco Kelderman (NED)          |                                |
| 45                                           | Olav Kooij (NED)               | AB-8                           |
| 46                                           | Tim van Dijke (NED)            |                                |
| 47                                           | Mick van Dijke (NED)           |                                |
| Directeur sportif : Marc Reef, Frans Maassen |                                |                                |

| Ineos Grenadiers IGD                                | Ineos Grenadiers IGD                | Ineos Grenadiers IGD |
| --------------------------------------------------- | ----------------------------------- | -------------------- |
| Num                                                 | Coureur                             | Pos                  |
| 51                                                  | Egan Bernal (COL)                   |                      |
| 52                                                  | Jonathan Castroviejo (ESP) (chrono) |                      |
| 53                                                  | Laurens De Plus (BEL)               |                      |
| 54                                                  | Omar Fraile (ESP)                   |                      |
| 55                                                  | Carlos Rodríguez (ESP)              |                      |
| 56                                                  | Joshua Tarling (GBR) (chrono)       |                      |
| 57                                                  | Ben Turner (GBR)                    |                      |
| Directeur sportif : Christian Knees, Steve Cummings |                                     |                      |

| Lidl-Trek LTK                                   | Lidl-Trek LTK                        | Lidl-Trek LTK |
| ----------------------------------------------- | ------------------------------------ | ------------- |
| Num                                             | Coureur                              | Pos           |
| 61                                              | Mads Pedersen (DEN)                  |               |
| 62                                              | Julien Bernard (FRA)                 |               |
| 63                                              | Tim Declercq (BEL)                   |               |
| 64                                              | Ryan Gibbons (RSA) (route et chrono) |               |
| 65                                              | Otto Vergaerde (BEL)                 |               |
| 66                                              | Mattias Skjelmose (DEN) (route)      |               |
| 67                                              | Jasper Stuyven (BEL)                 |               |
| Directeur sportif : Michael Schär, Grégory Rast |                                      |               |

| Decathlon-AG2R La Mondiale DAT                    | Decathlon-AG2R La Mondiale DAT | Decathlon-AG2R La Mondiale DAT |
| ------------------------------------------------- | ------------------------------ | ------------------------------ |
| Num                                               | Coureur                        | Pos                            |
| 71                                                | Felix Gall (AUT)               |                                |
| 72                                                | Bruno Armirail (FRA)           |                                |
| 73                                                | Sam Bennett (IRL)              |                                |
| 74                                                | Dries De Bondt (BEL)           |                                |
| 75                                                | Dorian Godon (FRA)             |                                |
| 76                                                | Oliver Naesen (BEL)            | NP-4                           |
| 77                                                | Aurélien Paret-Peintre (FRA)   |                                |
| Directeur sportif : Julien Jurdie, Sébastien Joly |                                |                                |

| Team Jayco AlUla JAY              | Team Jayco AlUla JAY               | Team Jayco AlUla JAY |
| --------------------------------- | ---------------------------------- | -------------------- |
| Num                               | Coureur                            | Pos                  |
| 81                                | Michael Matthews (AUS)             | AB-4                 |
| 82                                | Luke Durbridge (AUS)               |                      |
| 83                                | Dylan Groenewegen (NED)            | NP-7                 |
| 84                                | Chris Harper (AUS)                 |                      |
| 85                                | Luka Mezgec (SLO)                  | AB-7                 |
| 86                                | Luke Plapp (AUS) (route et chrono) |                      |
| 87                                | Elmar Reinders (NED)               | NP-8                 |
| Directeur sportif : Mathew Hayman |                                    |                      |

| Cofidis COF                                            | Cofidis COF                | Cofidis COF |
| ------------------------------------------------------ | -------------------------- | ----------- |
| Num                                                    | Coureur                    | Pos         |
| 91                                                     | Ion Izagirre (ESP)         |             |
| 92                                                     | Bryan Coquard (FRA)        | AB-6        |
| 93                                                     | Nicolas Debeaumarché (FRA) |             |
| 94                                                     | Alexis Gougeard (FRA)      | AB-6        |
| 95                                                     | Gorka Izagirre (ESP)       | AB-4        |
| 96                                                     | Anthony Perez (FRA)        |             |
| 97                                                     | Benjamin Thomas (FRA)      |             |
| Directeur sportif : Bingen Fernández, Jean-Luc Jonrond |                            |             |

| Bahrain Victorious TBV                             | Bahrain Victorious TBV    | Bahrain Victorious TBV |
| -------------------------------------------------- | ------------------------- | ---------------------- |
| Num                                                | Coureur                   | Pos                    |
| 101                                                | Pello Bilbao (ESP)        |                        |
| 102                                                | Santiago Buitrago (COL)   | AB-8                   |
| 103                                                | Kamil Gradek (POL)        |                        |
| 104                                                | Jack Haig (AUS)           |                        |
| 105                                                | Dušan Rajović (SRB)       |                        |
| 106                                                | Jasha Sütterlin (GER)     |                        |
| 107                                                | Fred Wright (GBR) (route) |                        |
| Directeur sportif : Enrico Poitschke, Michał Gołaś |                           |                        |

| Arkéa-B&B Hotels ARK                                 | Arkéa-B&B Hotels ARK      | Arkéa-B&B Hotels ARK |
| ---------------------------------------------------- | ------------------------- | -------------------- |
| Num                                                  | Coureur                   | Pos                  |
| 111                                                  | Arnaud Démare (FRA)       | NP-7                 |
| 112                                                  | Clément Champoussin (FRA) |                      |
| 113                                                  | Ewen Costiou (FRA)        |                      |
| 114                                                  | Donavan Grondin (FRA)     | AB-6                 |
| 115                                                  | Thibault Guernalec (FRA)  |                      |
| 116                                                  | Łukasz Owsian (POL)       |                      |
| 117                                                  | Miles Scotson (AUS)       |                      |
| Directeur sportif : Arnaud Gérard, Sébastien Hinault |                           |                      |

| Lotto Dstny LTD                               | Lotto Dstny LTD          | Lotto Dstny LTD |
| --------------------------------------------- | ------------------------ | --------------- |
| Num                                           | Coureur                  | Pos             |
| 121                                           | Arnaud De Lie (BEL)      | NP-4            |
| 122                                           | Cédric Beullens (BEL)    |                 |
| 123                                           | Victor Campenaerts (BEL) |                 |
| 124                                           | Jasper De Buyst (BEL)    | AB-7            |
| 125                                           | Pascal Eenkhoorn (NED)   |                 |
| 126                                           | Mathijs Paasschens (NED) |                 |
| 127                                           | Brent Van Moer (BEL)     |                 |
| Directeur sportif : Tony Gallopin, Dirk Demol |                          |                 |

| EF Education-EasyPost EFE                              | EF Education-EasyPost EFE       | EF Education-EasyPost EFE |
| ------------------------------------------------------ | ------------------------------- | ------------------------- |
| Num                                                    | Coureur                         | Pos                       |
| 131                                                    | Rigoberto Urán (COL)            | AB-7                      |
| 132                                                    | Stefan Bissegger (SUI) (chrono) |                           |
| 133                                                    | Owain Doull (GBR)               |                           |
| 134                                                    | Andrea Piccolo (ITA)            | NP-5                      |
| 135                                                    | Jonas Rutsch (GER)              |                           |
| 136                                                    | Harry Sweeny (AUS)              |                           |
| 137                                                    | Michael Valgren (DEN)           |                           |
| Directeur sportif : Andreas Klier, Sebastian Langeveld |                                 |                           |

| Astana Qazaqstan Team AST                            | Astana Qazaqstan Team AST               | Astana Qazaqstan Team AST |
| ---------------------------------------------------- | --------------------------------------- | ------------------------- |
| Num                                                  | Coureur                                 | Pos                       |
| 141                                                  | Alexey Lutsenko (KAZ) (route et chrono) | AB-7                      |
| 142                                                  | Samuele Battistella (ITA)               |                           |
| 143                                                  | Anthon Charmig (DEN)                    |                           |
| 144                                                  | Christian Scaroni (ITA)                 |                           |
| 145                                                  | Rüdiger Selig (GER)                     | AB-6                      |
| 146                                                  | Harold Tejada (COL)                     |                           |
| 147                                                  | Dmitriy Gruzdev (KAZ)                   |                           |
| Directeur sportif : Alexandr Shefer, Dmitriy Fofonov |                                         |                           |

| Movistar Team MOV                               | Movistar Team MOV           | Movistar Team MOV |
| ----------------------------------------------- | --------------------------- | ----------------- |
| Num                                             | Coureur                     | Pos               |
| 151                                             | Ruben Guerreiro (POR)       |                   |
| 152                                             | Jon Barrenetxea (ESP)       |                   |
| 153                                             | William Barta (USA)         |                   |
| 154                                             | Rémi Cavagna (FRA) (chrono) |                   |
| 155                                             | Johan Jacobs (SUI)          |                   |
| 156                                             | Mathias Norsgaard (DEN)     |                   |
| 157                                             | Albert Torres (ESP)         |                   |
| Directeur sportif : Iván Velasco, Pablo Lastras |                             |                   |

| Team dsm-firmenich PostNL DFP                          | Team dsm-firmenich PostNL DFP | Team dsm-firmenich PostNL DFP |
| ------------------------------------------------------ | ----------------------------- | ----------------------------- |
| Num                                                    | Coureur                       | Pos                           |
| 161                                                    | Fabio Jakobsen (NED)          | AB-5                          |
| 162                                                    | Tobias Lund Andresen (DEN)    | NP-6                          |
| 163                                                    | Nils Eekhoff (NED)            | NP-6                          |
| 164                                                    | Gijs Leemreize (NED)          |                               |
| 165                                                    | Timo Roosen (NED)             | AB-7                          |
| 166                                                    | Martijn Tusveld (NED)         |                               |
| 167                                                    | Julius van den Berg (NED)     | AB-5                          |
| Directeur sportif : Pim Ligthart, Christian Guiberteau |                               |                               |

| Alpecin-Deceuninck ADC                                | Alpecin-Deceuninck ADC    | Alpecin-Deceuninck ADC |
| ----------------------------------------------------- | ------------------------- | ---------------------- |
| Num                                                   | Coureur                   | Pos                    |
| 171                                                   | Kaden Groves (AUS)        | AB-5                   |
| 172                                                   | Maurice Ballerstedt (GER) |                        |
| 173                                                   | Silvan Dillier (SUI)      | NP-6                   |
| 174                                                   | Robbe Ghys (BEL)          |                        |
| 175                                                   | Jason Osborne (GER)       |                        |
| 176                                                   | Edward Planckaert (BEL)   |                        |
| 177                                                   | Luca Vergallito (ITA)     |                        |
| Directeur sportif : Frederik Willems, Jens Keukeleire |                           |                        |

| Israel-Premier Tech IPT                                      | Israel-Premier Tech IPT   | Israel-Premier Tech IPT |
| ------------------------------------------------------------ | ------------------------- | ----------------------- |
| Num                                                          | Coureur                   | Pos                     |
| 181                                                          | Jakob Fuglsang (DEN)      |                         |
| 182                                                          | Pascal Ackermann (GER)    | NP-7                    |
| 183                                                          | Guillaume Boivin (CAN)    |                         |
| 184                                                          | Hugo Hofstetter (FRA)     | AB-6                    |
| 185                                                          | Hugo Houle (CAN)          |                         |
| 186                                                          | Michael Schwarzmann (GER) | NP-4                    |
| 187                                                          | Rick Zabel (GER)          | NP-7                    |
| Directeur sportif : Jonathan Patrick McCarty, Óscar Guerrero |                           |                         |

| Intermarché-Wanty IWA                                    | Intermarché-Wanty IWA           | Intermarché-Wanty IWA |
| -------------------------------------------------------- | ------------------------------- | --------------------- |
| Num                                                      | Coureur                         | Pos                   |
| 191                                                      | Gerben Thijssen (BEL)           | NP-7                  |
| 192                                                      | Lilian Calmejane (FRA)          |                       |
| 193                                                      | Dries De Pooter (BEL)           |                       |
| 194                                                      | Madis Mihkels (EST)             | NP-8                  |
| 195                                                      | Adrien Petit (FRA)              |                       |
| 196                                                      | Roel van Sintmaartensdijk (NED) | NP-3                  |
| 197                                                      | Georg Zimmermann (GER)          |                       |
| Directeur sportif : Pieter Vanspeybrouck, Steven De Neef |                                 |                       |

| TotalEnergies TEN                                  | TotalEnergies TEN        | TotalEnergies TEN |
| -------------------------------------------------- | ------------------------ | ----------------- |
| Num                                                | Coureur                  | Pos               |
| 201                                                | Mathieu Burgaudeau (FRA) |                   |
| 202                                                | Steff Cras (BEL)         |                   |
| 203                                                | Sandy Dujardin (FRA)     |                   |
| 204                                                | Jordan Jegat (FRA)       |                   |
| 205                                                | Pierre Latour (FRA)      | AB-7              |
| 206                                                | Anthony Turgis (FRA)     | AB-7              |
| 207                                                | Dries Van Gestel (BEL)   |                   |
| Directeur sportif : Benoît Génauzeau, Thibaut Macé |                          |                   |

| Tudor Pro Cycling Team TUD                           | Tudor Pro Cycling Team TUD | Tudor Pro Cycling Team TUD |
| ---------------------------------------------------- | -------------------------- | -------------------------- |
| Num                                                  | Coureur                    | Pos                        |
| 211                                                  | Michael Storer (AUS)       |                            |
| 212                                                  | Arvid de Kleijn (NED)      | AB-5                       |
| 213                                                  | Arthur Kluckers (LUX)      |                            |
| 214                                                  | Rick Pluimers (NED)        |                            |
| 215                                                  | Matteo Trentin (ITA)       |                            |
| 216                                                  | Yannis Voisard (SUI)       |                            |
| 217                                                  | Maikel Zijlaard (NED)      | AB-6                       |
| Directeur sportif : Bart Leysen, Sylvain Blanquefort |                            |                            |